# Guerra coloniale portoghese
La guerra coloniale portoghese, detta anche in Portogallo guerra d'oltremare e nelle colonie guerra di liberazione (in portoghese Guerra Colonial Portuguesa, Guerra do Ultramar o Guerra de Libertação), fu un lungo conflitto armato svoltosi tra il 1961 e il 1974 nelle colonie africane del Portogallo: Angola, Guinea portoghese e Mozambico. Il Portogallo, retto all'epoca dal regime conservatore, autoritario e fascista dell'Estado Novo di António de Oliveira Salazar, si trovò ad affrontare la guerriglia di una serie di movimenti indipendentisti africani, diversi da regione a regione; il conflitto coinvolse anche diversi attori esterni: gli indipendentisti ebbero l'aperto sostegno delle nazioni dell'Organizzazione dell'unità africana e ricevettero armi e istruttori da Unione Sovietica, Cina e Cuba, mentre i portoghesi ricevettero appoggio dal Sudafrica dell'apartheid e dalla Rhodesia.
In Angola, il movimento indipendentista si ritrovò frammentato in una serie di formazioni distinte, diverse per ideologia e ferocemente ostili l'una con l'altra: il nazionalista Fronte Nazionale di Liberazione dell'Angola (FNLA), il marxista Movimento Popolare di Liberazione dell'Angola (MPLA) e il maoista Unione Nazionale per l'Indipendenza Totale dell'Angola (UNITA). Le divisioni nel campo degli insorti giocarono a favore dei portoghesi: dopo alcune rivolte su ampia scala tentate nel 1961 e ferocemente represse dalle forze di sicurezza, la guerriglia si spostò nelle regioni settentrionali e orientali del paese, sfruttando l'appoggio delle nazioni confinanti ma non riuscendo a stabilire una solida e duratura presenza sul territorio.
Nella Guinea portoghese il movimento indipendentista fu più unitario, raccogliendosi attorno al marxista Partito Africano per l'Indipendenza della Guinea e di Capo Verde (PAIGC); sostenuto dalle nazioni confinanti e sfruttando il terreno impervio, ottimale per le azioni di guerriglia, il PAIGC riuscì a guadagnare il controllo di ampie zone del paese, anche se le controffensive organizzate dal generale portoghese António de Spínola riuscirono a imporre una situazione di precario stallo al conflitto. In Mozambico, i movimenti indipendentisti formarono una precaria coalizione, il Fronte di Liberazione del Mozambico (FRELIMO), la quale progressivamente si spostò verso posizioni di sinistra; iniziata in ritardo rispetto alle altre regioni, la guerriglia mozambicana riuscì a strappare ai portoghesi il controllo di alcune zone nel nord e nell'ovest del paese, anche se dovette subire alcune imponenti controffensive da parte delle forze di sicurezza.
Con il passare del tempo il peso del conflitto divenne insostenibile per la società portoghese: la rivoluzione dei Garofani del 25 aprile 1974 determinò la fine del regime dell'Estado Novo e il Portogallo si avviò a divenire una nazione democratica. Con il cambio di direzione politica del paese, i nuovi leader accettarono anche le rivendicazioni di indipendenza delle colonie: ebbe così inizio una fase di transizione che si concluse alla fine del 1975 con la proclamazione della piena indipendenza dei territori africani e lo smantellamento di ciò che restava dell'Impero portoghese.

## Antefatti

### Le colonie del Portogallo

Il Portogallo (rosso chiaro) e le sue colonie africane: da nord a sud e da ovest a est, Capo Verde, Guinea portoghese, São Tomé e Príncipe, Angola e Mozambico

Una delle prime grandi potenze navigatrici, il Portogallo costituì tra il XV e il XVI secolo un vasto impero coloniale con vari possedimenti situati in America meridionale, Africa e Asia; dopo l'indipendenza nel 1822 della colonia più grande e prestigiosa, il Brasile, il Portogallo si concentrò sui suoi possedimenti in Africa, dove controllava alcuni insediamenti lungo le coste stabiliti fin dalla fine del XVI secolo. All'inizio del XX secolo i domini lusitani in terra d'Africa comprendevano quindi gli arcipelaghi di Capo Verde lungo la costa dell'Africa occidentale e di São Tomé e Príncipe nel Golfo di Guinea più a sud, la piccola colonia continentale della Guinea portoghese e due vasti possedimenti nell'Africa meridionale, l'Angola affacciata sull'oceano Atlantico e il Mozambico affacciato sull'oceano Indiano; completavano i domini del Portogallo gli ultimi sparsi possedimenti rimasti in Asia, ovvero le tre città di Goa, Diu e Daman sulle coste dell'India (India portoghese), la città di Macao lungo la costa meridionale della Cina e la metà orientale dell'isola di Timor nell'arcipelago indonesiano.
Dopo una tormentata esperienza come repubblica democratica tra il 1910 e il 1926, un colpo di stato sostanzialmente incruento portò il Portogallo a un regime autoritario e reazionario istituito dai militari, incarnato dalla figura del primo ministro António de Oliveira Salazar al potere dal 1932. Il regime del cosiddetto Estado Novo portoghese guardò con molto interesse al mantenimento e allo sviluppo del suo impero coloniale, e in particolare dopo il periodo della seconda guerra mondiale fu intensamente incentivata l'emigrazione nelle colonie africane di cittadini portoghesi dalla madrepatria; nel 1951 un emendamento alla costituzione portoghese cambiò lo status giuridico delle colonie in quello di "province d'oltremare": pur rette ancora da un sistema legislativo speciale modellato sul loro diverso grado di sviluppo, le nuove province erano governate direttamente dalle istituzioni statali di Lisbona e considerate come parte integrante del territorio nazionale portoghese.
L'obiettivo del regime dell'Estado Novo era quello di assicurare in tutti i suoi possedimenti una assimilação uniformizadora ("assimilazione uniforme") delle popolazioni native, puntando alla costituzione di una "comunità politica e spirituale" di lingua portoghese e religione cristiana. La popolazione delle provincie d'oltremare era quindi suddivisa nelle due categorie degli indígenas ("indigeni", i nativi ancora legati alle loro tradizioni, lingue e religioni locali) e dei não indígenas ("non indigeni"), quest'ultima comprendente su un piano di parità legale i coloni bianchi, i meticci e gli assimilados ("assimilati"), ovvero nativi che avevano appreso il portoghese, si erano convertiti al cristianesimo e godevano di buone condizioni economiche. Agli assimilados erano garantiti i pieni diritti dati dalla cittadinanza portoghese al pari della popolazione metropolitana e in generale il grado di tolleranza razziale nei territori lusitani era elevato, soprattutto se paragonato ad altre realtà coloniali confinanti con essi come la Rhodesia Meridionale e il Sudafrica dell'apartheid. In teoria agli assimilados erano aperti tutti i gradi della pubblica amministrazione e delle gerarchie militari, ma nei fatti risultavano penalizzati dai bassi livelli di istruzione cui avevano accesso diretto (le prime università furono aperte in Angola e Mozambico solo nei primi anni 1960); il fallimento dei portoghesi nel dotare le colonie di una efficace struttura di istruzione secondaria impedì di fatto l'istituzione di una classe dirigente locale fedele al Portogallo.
La situazione degli indígenas era invece più critica: sebbene la schiavitù fosse stata abolita in tutti i territori portoghesi fin dal 1869, alle popolazioni native non "assimilate" fu imposto un sistema di lavori obbligatori a favore dell'amministrazione centrale e dei coloni bianchi, di vitale importanza per portare avanti lo sviluppo economico e infrastrutturale delle colonie africane; sistemi analoghi erano in vigore anche nelle altre colonie europee in Africa, ma solo il Portogallo mantenne inalterato tale regime fin verso la fine degli anni 1950. Il sistema del lavoro obbligatorio, come pure altre misure come la coltivazione forzata di prodotti agricoli destinati all'esportazione, le politiche di incremento della popolazione bianca successive alla seconda guerra mondiale (in Angola la popolazione di origine portoghese raggiunse le 350 000 persone) e la destinazione dei terreni migliori ai nuovi immigrati giunti dalla madrepatria finirono con l'esasperare le popolazioni native e creare un terreno fertile per la causa indipendentista.

### Il Portogallo e la decolonizzazione

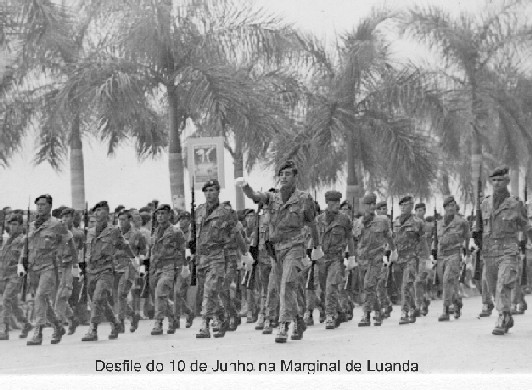
Soldati portoghesi sfilano per le vie di Luanda durante i festeggiamenti per il Giorno Nazionale del Portogallo

Il processo politico della decolonizzazione iniziò a prendere piede a partire dal periodo successivo alla seconda guerra mondiale, incoraggiato anche dai principi posti alla base del nuovo sistema delle Nazioni Unite: l'indipendenza del Ghana nel marzo 1957, prima nazione dell'Africa subsahariana, aprì la fase di smantellamento dei domini coloniali britannici in Africa, mentre la decolonizzazione delle colonie della Francia si svolse tra il 1954 e il 1961 prevalentemente in forma pacifica e tramite negoziati tranne che in Algeria, sconvolta da un sanguinoso conflitto dal 1954 al 1962 tra francesi e indipendentisti locali; le colonie del Belgio ottennero pacificamente l'indipendenza tra il 1960 e il 1962, anche se si rivelarono subito fortemente instabili a causa dei profondi contrasti etnici esistenti tra le popolazioni locali. Il Portogallo si rivelò invece fortemente ostile al processo della decolonizzazione: i territori portoghesi in Africa erano considerati da Lisbona non come colonie ma come parte integrante del proprio territorio nazionale, e ciò che vi accadeva era una questione interna portoghese su cui le Nazioni Unite non avevano alcuna voce in capitolo.
L'ostilità portoghese a qualunque compromesso fu messa in luce da una serie di episodi. Uno dei più piccoli possedimenti coloniali al mondo era São João Baptista de Ajudá, un piccolo fortino portoghese costruito all'interno della città di Ouidah lungo la costa del Dahomey, una colonia francese dell'Africa subsahariana, e abitato solo da un ufficiale portoghese con funzioni di governatore e una mezza dozzina di soldati coloniali come guarnigione; nonostante il suo valore strategico insignificante, al momento dell'indipendenza del Dahomey dalla Francia nel 1960 il Portogallo si rifiutò categoricamente di cedere il possedimento al neo Stato. Davanti all'ultimatum del Dahomey nel 1961, il governatore portoghese diede fuoco alla sua residenza e si fece espellere dal paese, ma anche così il Portogallo si rifiutò di riconoscere la situazione di fatto e São João Baptista de Ajudá fu continuato a essere indicato da Lisbona come un territorio portoghese "temporaneamente sotto occupazione nemica". Analogamente, il neo Stato indipendente dell'India andò incontro a un secco rifiuto quando tentò di negoziare un pacifico assorbimento dei possedimenti portoghesi nel subcontinente in modo simile a quanto fatto con l'India francese; esasperato, nel dicembre 1961 il governo del primo ministro Jawaharlal Nehru diede quindi ordine alle forze armate indiane di condurre una campagna militare (Operazione Vijay) per annettersi i possedimenti portoghesi: a dispetto dell'isolamento dalla madrepatria e della schiacciante inferiorità numerica, le guarnigioni portoghesi ingaggiarono in combattimento le forze indiane prima di essere costrette a capitolare.
I movimenti indipendentisti delle colonie africane portoghesi presero a formarsi intorno alla metà degli anni 1950; sorsero vari gruppi e partiti diversi per orientamento politico e composizione etnica, ma con alcune caratteristiche comuni: gli organi direttivi e i principali leader erano generalmente composti da meticci o assimilados che avevano avuto la possibilità di studiare nelle università in Europa, a Lisbona o a Parigi, dove erano entrati in contatto con gli ideali del nazionalismo e del socialismo; gran parte degli esponenti principali dei movimenti indipendentisti si conobbero personalmente tra di loro grazie alla comune frequentazione del Centro studi africani di Lisbona. Una larga fetta degli indipendentisti fu attratta dagli ideali del marxismo: i movimenti di opposizione democratica del Portogallo erano intenzionati a rimandare le discussioni sul destino dei possedimenti d'oltremare a dopo l'abbattimento del regime di Salazar, mentre il Partito Comunista Portoghese, in clandestinità fin dal 1929, proclamò solennemente al suo congresso di Kiev del 1957 la sua avversione per il colonialismo e il pieno riconoscimento del diritto all'autodeterminazione per le colonie. Vista l'intransigenza di Lisbona a qualsiasi trattativa e la severa repressione di ogni forma di dissenso, gli indipendentisti dovettero optare fin da subito per la lotta armata.

## Le forze in campo

### La guerriglia

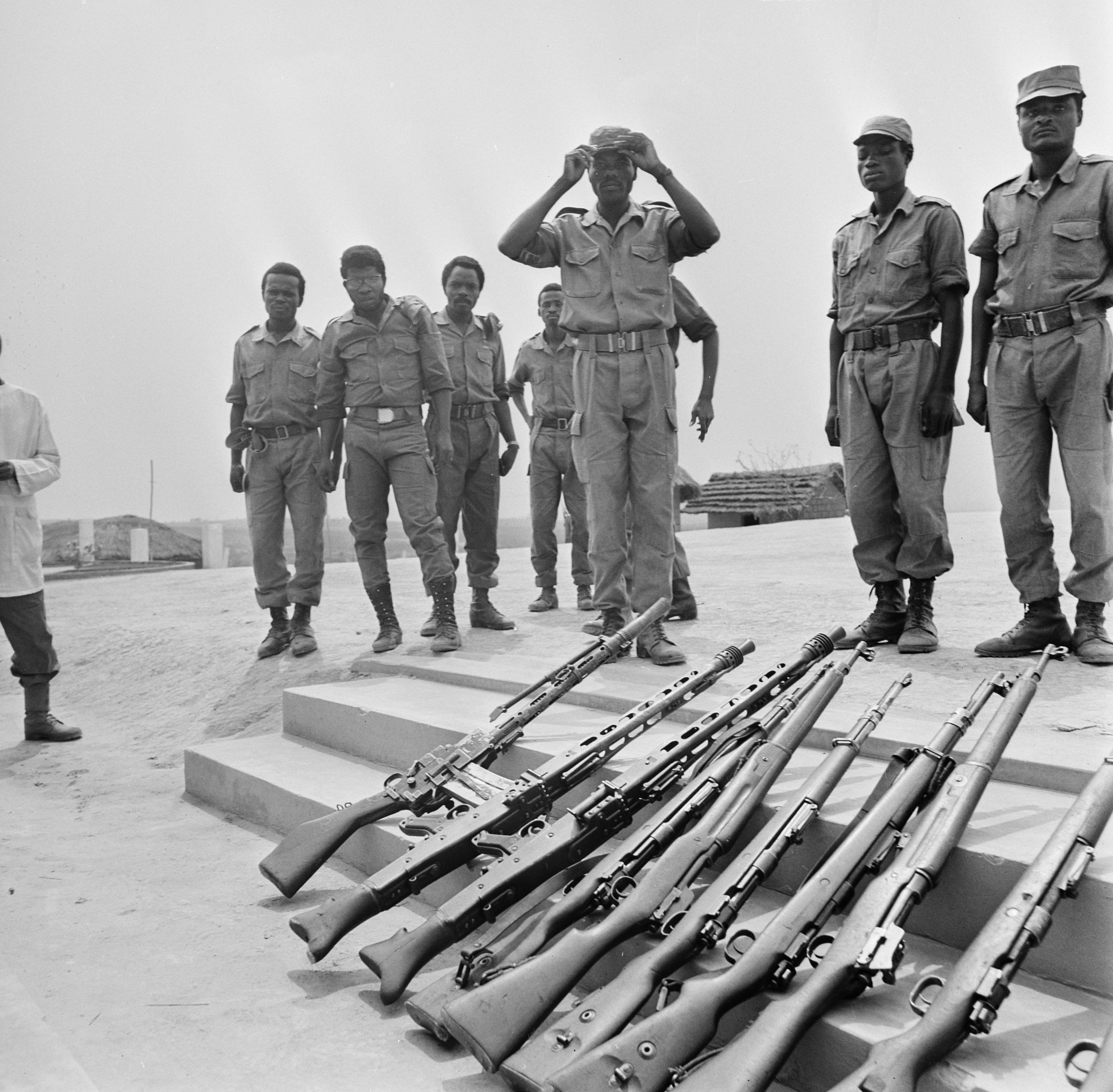
Membri del FNLA angolano in addestramento in Congo nel 1973

Pur con alcuni tratti in comune, la lotta armata contro i portoghesi si svolse secondo modalità differenti da regione a regione, a velocità diverse e con diverso grado di successo.
Il movimento indipendentista dell'Angola fu caratterizzato da una profonda frammentazione. Il primo partito politico angolano a portare avanti la causa dell'indipendenza fu il Partido da Luta Unida dos Africanos de Angola, fondato nel 1953, cui fece seguito il Partito Comunista Angolano nel 1955; i due partiti si fusero poi nel 1956 nel Movimento Popolare di Liberazione dell'Angola (Movimento Popular de Libertação de Angola o MPLA), il principale gruppo guerrigliero di ispirazione marxista angolano: il movimento aveva la sua base di reclutamento principalmente tra il popolo degli Ovimbundu, il gruppo etnico più numeroso dell'Angola, ma riscosse grande successo anche tra gli ambienti intellettuali dei principali centri abitati e in particolare del capoluogo Luanda. Benché adottasse il principio della leadership collettiva, il MPLA fu dominato dalla figura di Agostinho Neto. L'altro principale gruppo indipendentista angolano era il Fronte Nazionale di Liberazione dell'Angola (Frente Nacional de Libertação de Angola o FNLA), fondato nel 1954 come União dos Povos do Norte de Angola e fusosi poi con il Partito Democratico dell'Angola nel 1961: retto da Holden Roberto, il movimento si proponeva principalmente come rappresentante degli interessi del popolo Kongo insediato nel nord del paese ed era di ispirazione prevalentemente cristiano-democratica e nazionalista; grazie ai suoi legami etnici, il FNLA stabilì solidi rapporti con il governo della Repubblica del Congo, indipendente dal Belgio nel 1960, e istituì un governo in esilio angolano (Govêrno revolucionário de Angola no exílio o GRAE) a Kinshasa nell'aprile 1962.

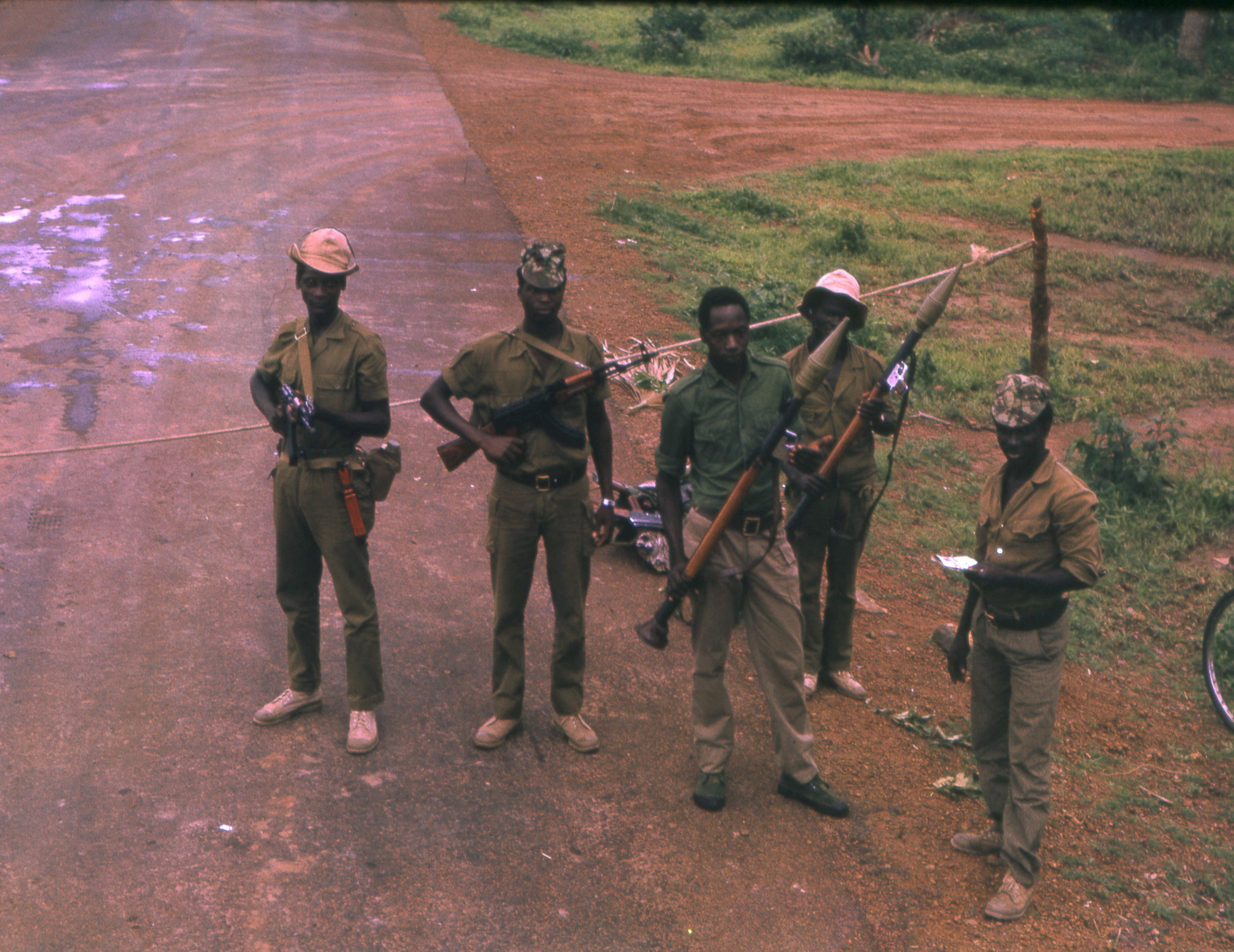
Un posto di controllo del PAIGC nel 1974; i miliziani sono armati con un misto di fucili d'assalto AK-47 e lanciarazzi RPG

La strategia attendista del FNLA generò contrasti in seno alla sua leadership, e nel marzo 1966 il ministro degli esteri del GRAE Jonas Savimbi, già espulso in precedenza dal MPLA, diede il via a una scissione che portò alla formazione di un nuovo movimento, l'Unione Nazionale per l'Indipendenza Totale dell'Angola (União Nacional para a Independência Total de Angola o UNITA): sostenuta prevalentemente dagli Ovimbundu delle regioni centrali dell'Angola, la sua ideologia era inizialmente vicina al maoismo ma in seguito si avvicinò al conservatorismo e al liberismo. Un quarto movimento attivo in Angola fu infine il piccolo Fronte per la Liberazione dell'Enclave di Cabinda (Frente para a Libertação do Enclave de Cabinda o FLEC): nato nel 1963 dalla fusione di precedenti organizzazioni, oltre a battersi contro i portoghesi sosteneva anche l'intenzione di separare la Provincia di Cabinda dall'Angola per costituirla come Stato indipendente, ma fu sempre un movimento secondario.
Il movimento indipendentista della Guinea portoghese fu più unitario. A partire da un movimento preesistente, nel settembre 1956 venne fondato il Partito Africano per l'Indipendenza della Guinea e di Capo Verde (Partido Africano da Independência da Guiné e Cabo Verde o PAIGC): di ispirazione marxista-rivoluzionaria, la sua leadership era guidata da Amílcar Cabral e la sua sede principale era situata a Conakry nella confinante Guinea, retta da una dittatura socialista sotto Ahmed Sékou Touré. Il PAIGC rappresentò la principale forza indipendentista della Guinea portoghese, anche se per via dei suoi ideali marxisti ebbe sempre difficoltà a farsi accettare dal popolo fortemente musulmano dei Fula insediato nel nord del paese; un movimento rivale, denominato FLING e sostenuto dal Senegal, sferrò alcuni attacchi nel 1963 ma in seguito scomparve dalla scena. Il PAIGC si proponeva anche come rappresentante delle istanze indipendentiste delle isole di Capo Verde, ma l'impossibilità di trasportare armi e rifornimenti a causa della sorveglianza delle forze navali portoghesi impedì che nell'arcipelago si sviluppassero significative attività di guerriglia; allo stesso modo, il partito indipendentista del piccolo arcipelago di São Tomé e Príncipe (Movimento di Liberazione di São Tomé e Príncipe/Partito Socialdemocratico, MLSTP/PSD), di base nel vicino Gabon e diretto da Manuel Pinto da Costa, non condusse alcuna azione armata.
Tre distinti partiti indipendentisti del Mozambico presero a formarsi nel corso dei primi anni 1960, tutti con basi fortemente regionali e spesso in contrasto gli uni con gli altri; grazie alla mediazione del presidente della Tanzania Julius Nyerere, nel giugno 1962 i tre partiti si fusero in un'unica organizzazione di matrice socialista, il Fronte di Liberazione del Mozambico (Frente de Libertaçao de Moçambique o FRELIMO), ed elessero come proprio leader un esponente indipendente, il professore universitario Eduardo Mondlane. L'esistenza del FRELIMO fu sempre travagliata, in particolare per via del progressivo spostamento del suo comitato direttivo verso posizioni più apertamente marxiste; vi furono varie scissioni e formazioni di movimenti paralleli, ma l'unico di essi che riuscì a mettere in campo dei propri gruppi di guerriglieri fu il Comitato Rivoluzionario del Mozambico (COREMO) di Uria Simango, che tuttavia rimase una fazione secondaria.
I movimenti indipendentisti di stampo marxista (MPLA, PAIGC, FRELIMO e MLSTP) costituirono nel 1961 un comitato di cooperazione con sede ad Algeri, la Conferenza delle organizzazioni nazionaliste delle colonie portoghesi (Conferência das Organizações Nacionalistas das Colónias Portuguesas o CONCP), tramite cui scambiarsi informazioni. I neo-indipendenti Stati dell'Africa della decolonizzazione, riuniti nell'Organizzazione dell'unità africana (OAU) si dimostrarono compatti nel sostenere le attività degli indipendentisti nelle colonie portoghesi: gli Stati di orientamento socialista come Guinea, Tanzania, Zambia e Repubblica Popolare del Congo fornirono basi e supporto ai membri del CONCP, mentre nazioni di diverso orientamento come Senegal e Repubblica del Congo appoggiarono i movimenti non marxisti, i quali ricevettero anche un certo sostegno economico da parte degli Stati Uniti d'America. Nel corso dei primi anni rifornimenti di armi ai guerriglieri vennero da membri dell'OAU come Algeria, Egitto e Libia, i quali fornirono armamenti di origine britannica, francese o tedesca spesso risalenti all'epoca della seconda guerra mondiale; dalla metà degli anni 1960 i principali fornitori di armi divennero l'Unione Sovietica, i paesi del Patto di Varsavia, Cuba e la Cina, i quali fornirono ai guerriglieri armamenti tecnologicamente avanzati come i fucili d'assalto AK-47, lanciarazzi RPG, mortai e cannoni senza rinculo. PAIGC e FRELIMO iniziarono a ricevere nei primi anni 1970 anche missili antiaerei Strela-2, armi che consentirono loro di insidiare pesantemente il dominio del cielo da parte dei portoghesi; il PAIGC ricevette anche carri armati anfibi PT-76, veicoli blindati per la fanteria, lanciarazzi campali e qualche aereo da caccia Mikoyan-Gurevich MiG-15, armamenti che però ebbero un impiego limitato.

### Le forze portoghesi

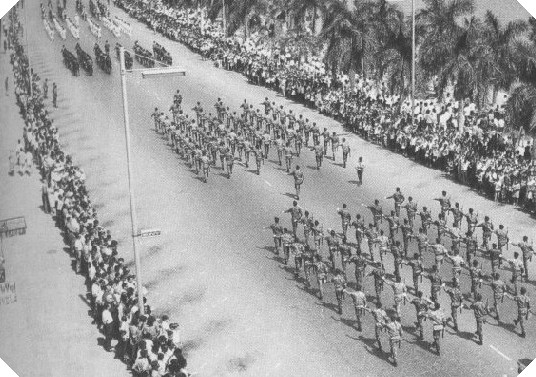
Reparti portoghesi sfilano in parata a Luanda in Angola

Dal 1900 la protezione dei possedimenti portoghesi in Africa era compito di un apposito esercito coloniale, composto da volontari reclutati localmente inquadrati da ufficiali e sottufficiali nazionali, ma dal 1951, con la trasformazione delle colonie in province d'oltremare, la responsabilità della loro difesa passò a tutti gli effetti alle forze armate regolari del Portogallo. In teoria, tutti i cittadini portoghesi residenti nelle province d'oltremare, fossero essi coloni bianchi, meticci o assimilados, dovevano prestare servizio militare di leva obbligatorio al pari dei loro connazionali nelle regioni della madrepatria, mentre agli indigenas era consentito di offrirsi come volontari; in pratica, il reclutamento dei nativi, tanto assimilados quanto indigenas, si mantenne basso a causa del loro ridotto livello di istruzione, e ancora nel 1961 solo un 18% delle truppe portoghesi in Africa era composto da personale di colore. Anche come mezzo per placare le rimostranze dei nativi, a metà degli anni 1960 la distinzione tra assimilados e indigenas fu abolita, liberando questi ultimi dal sistema dei lavori obbligatori ma sottoponendoli di conseguenza alla leva militare: vari comandanti portoghesi sostennero la necessità di una "africanizzazione" dei reparti d'oltremare e già nel 1967 le forze provinciali in Angola e Mozambico vedevano un rapporto di 3 a 1 dei soldati bianchi rispetto ai neri, rapporto che era ancora più alto in Guinea (1 a 6 a favore dei neri) a causa del basso numero di coloni portoghesi ivi insediati; per il 1974, più del 40% delle truppe portoghesi schierate in Africa era composto da personale di colore.
Alla fine degli anni 1950, l'Esercito portoghese (Exército Português) manteneva tre reggimenti di fanteria, un gruppo di cavalleria motorizzata, quattro gruppi di artiglieria e un battaglione di genieri sia in Angola che in Mozambico; la Guinea portoghese era presidiata da un battaglione di fanteria e una batteria di artiglieria, l'arcipelago di Capo Verde aveva due compagnie di fanteria e una batteria di artiglieria e São Tomé e Príncipe una compagnia di fanteria. Con l'inizio delle ostilità le forze portoghesi dovettero essere rapidamente incrementate: i reggimenti di fanteria di stanza in patria crearono appositi battaglioni di "cacciatori speciali" (caçadores especiais) per l'impiego in Africa, mentre i reggimenti di cavalleria motorizzata fornirono squadroni o plotoni indipendenti di mezzi blindati. Nel 1960 fu aperta a Lamego la prima scuola per forze speciali del Portogallo (Centro de Tropas de Operações Especiais), ed entro i successivi quattro anni le prime unità di Comandos fecero la loro comparsa su tutti i principali teatri di guerra come piccole compagnie di fanteria d'assalto; nel 1966 fu costituito in Angola un primo plotone sperimentale di fanteria montata su cavalli, i quali si dimostrarono meno vulnerabili alle mine rispetto ai veicoli ruotati e più mobili nelle operazioni in zone di sottobosco: entro il 1968 il plotone iniziale era stato espanso in un gruppo di tre squadroni colloquialmente noto come "Dragões de Angola", e nel 1971 un'unità gemella fu costituita in Mozambico.
Membro fondatore della NATO, negli anni 1950 il Portogallo ebbe accesso a vasti quantitativi di armamenti prodotti dal blocco occidentale con cui rimpiazzare le vecchie armi d'ordinanza risalenti all'epoca della seconda guerra mondiale. Arma standard della fanteria portoghese divenne il fucile d'assalto tedesco Heckler & Koch G3, integrato con mitragliatrici leggere MG 42 e Heckler & Koch HK21 tedesche, e pistole mitragliatrici FBP portoghesi e IMI Uzi israeliane per le unità di cavalleria, paramilitari e delle forze di sicurezza; i reparti scelti dei paracadutisti e delle forze speciali ricevettero anche alcuni quantitativi di fucili d'assalto FN FAL belgi e AR-10 statunitensi. A parte un pugno di carri armati M3/M5 Stuart presenti in Angola in Africa non furono inviati reparti corazzati, ma le unità di cavalleria motorizzata disponevano di autoblindo Daimler Ferret britanniche e Panhard AML e Panhard EBR francesi.

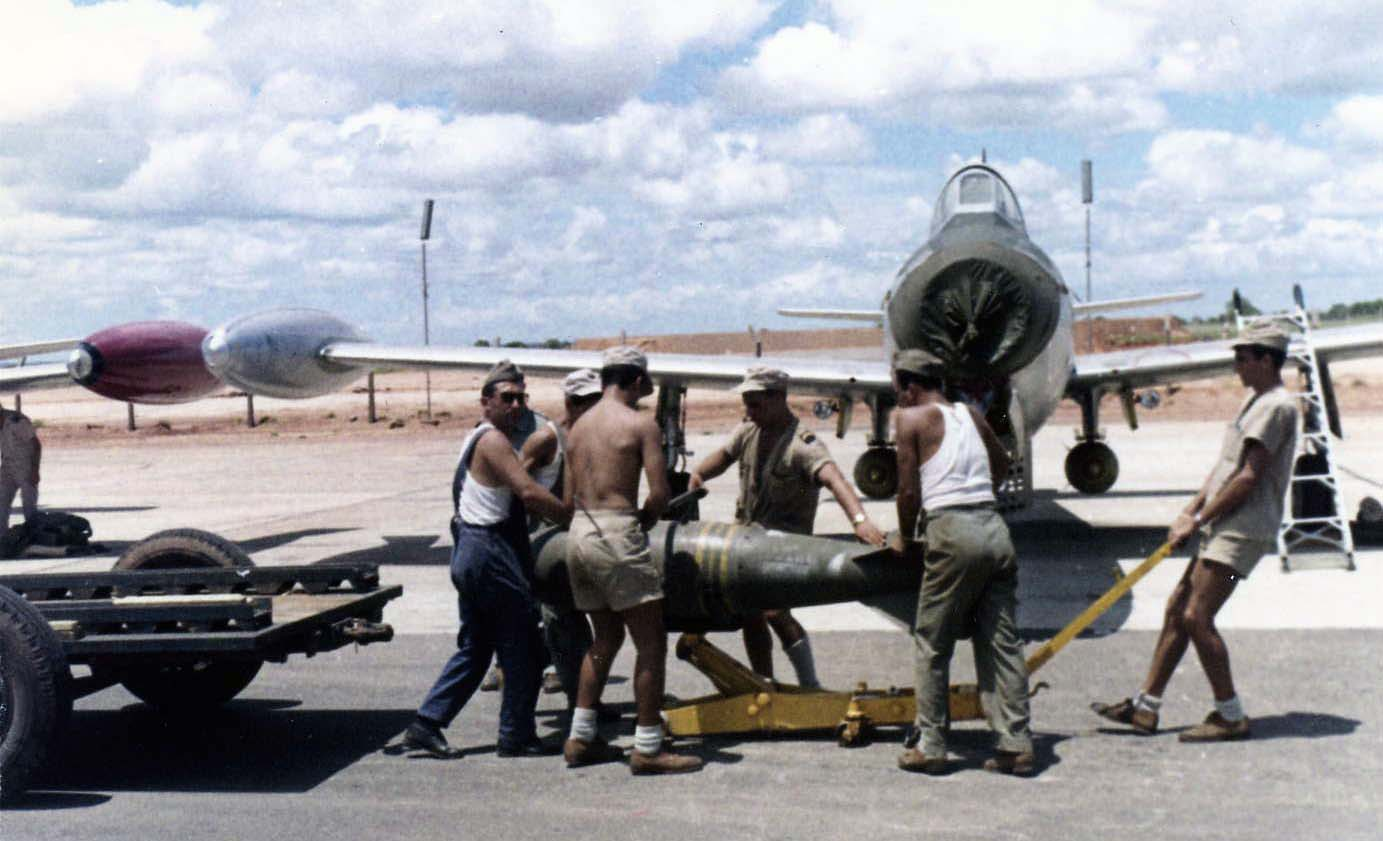
Un F-84 Thunderjet portoghese mentre viene rifornito nella base aerea di Luanda

L'Aeronautica militare portoghese (Força Aérea Portuguesa) iniziò a stabilire basi nei possedimenti d'oltremare alla fine degli anni 1950, ed entro il decennio successivo arrivò a schierare in Africa 21 000 uomini e 150 aerei da combattimento tra vecchi velivoli a elica T-6 Texan, PV-2 Harpoon e B-26 Invader, e moderni aviogetti come gli F-84 Thunderjet, gli F-86 Sabre e i Fiat G.91; l'aeronautica era inoltre responsabile del trasporto truppe sia a livello strategico con i suoi aerei Douglas DC-6 e Boeing 707, sia sul campo di battaglia con la sua flotta di elicotteri Alouette III e Puma. Il corpo dei paracadutisti portoghesi (Tropas Paraquedistas), nato nel 1956 e sotto il controllo della stessa aviazione militare, creò alla fine degli anni 1950 un battaglione distaccato per operazioni in Angola, seguito poi nei primi anni 1960 da un secondo battaglione in Guinea e due ulteriori battaglioni in Mozambico. La Marina militare portoghese (Marinha de Guerra Portuguesa) contribuì alle operazioni in Africa con il suo corpo di fanteria di marina (Corpo de Fuzileiros), che alla stessa maniera dei reggimenti dell'esercito creò appositi battaglioni distaccati di fuzileiros especiais per operazioni anfibie e sottocosta, in particolare nel difficile teatro della Guinea portoghese. La Marina fornì inoltre unità navali leggere e mezzi da sbarco per il pattugliamento delle regioni costiere oltre che della foce del fiume Congo in Angola e del Lago Niassa in Mozambico; le moderne fregate delle classi João Belo e João Coutinho, entrate in servizio sul finire degli anni 1960, furono realizzate appositamente per supportare le operazioni anfibie dei fuzileiros especiais in Africa.
La necessità di uomini spinse a reclutare un gran numero di formazioni paramilitari. Una milizia per la difesa territoriale, già esistente nei primi anni 1900 ma poi soppressa, fu riattivata nel 1961 e i coloni bianchi furono armati e riuniti in un "Corpo de Voluntários" sotto la responsabilità delle forze di polizia locali (Polícia de Segurança Pública o PSP); nel 1962 i corpi armati dei coloni in Angola e Mozambico furono riorganizzati in una forza di difesa civile nota come Organização Provincial de Voluntários e Defesa Civil (OPVDC), un corrispettivo della Legione Portoghese esistente in patria, raggiungendo ben presto un ampio organico anche grazie all'integrazione al loro interno di contingenti di volontari nativi: nel 1966 in Angola erano presenti circa 20 000 membri della OPVDC oltre a 10 000 agenti della PSP. In Angola gruppi di volontari nativi, inquadrati da ufficiali dell'esercito regolare ma sotto il controllo delle autorità amministrative locali, furono organizzati a partire dal 1969 in unità di fanteria d'assalto note come Grupos Especiais (GE), e dal 1971 le reclute migliori dei GE furono integrate in reparti di élite noti come Grupos Especiais Pára-quedistas (GEP), formazioni multirazziali considerate alla pari con i Comandos o i paracadutisti portoghesi; il sistema dei GE e dei GEP fu poi esteso al Mozambico nei primi anni 1970, mentre in Guinea fu istituito un sistema simile con unità di Comandos Africanos e di Fuzileiros Especiais Africanos composte interamente da neri, anche nei ranghi degli ufficiali.

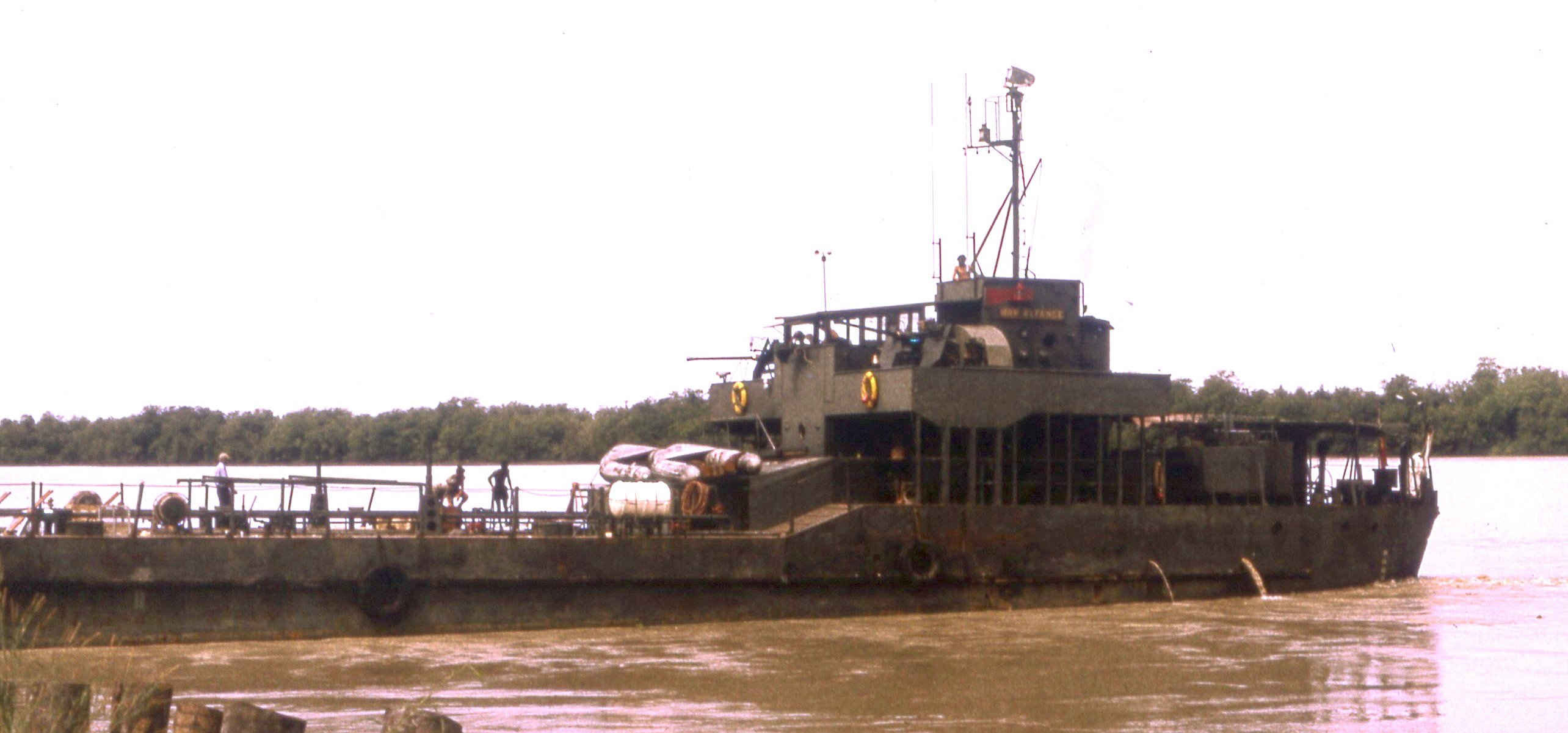
Un mezzo da sbarco della Marina portoghese in Guinea nel 1973

La potente polizia politica portoghese (Polícia Internacional e de Defesa do Estado o PIDE), oltre a mantenere una rete di informatori e agenti del controspionaggio, organizzò varie formazioni paramilitari per operazioni sul campo: tra i reparti più noti vi furono le Flechas ("frecce"), piccole unità formate da ex guerriglieri che avevano cambiato bandiera, equipaggiati di armi sovietiche e impiegati per missioni di ricognizione a lungo raggio o azioni di false flag. Per controbattere il sostegno delle nazioni africane alla guerriglia, la PIDE appoggiò la creazione di gruppi insurrezionali locali ostili ai governi degli Stati confinanti: in Angola i portoghesi fornirono assistenza ai gruppi del Fronte Nazionale per la Liberazione del Congo contrari al governo della Repubblica del Congo e ai movimenti di opposizione armata dello Zambia, i cui membri furono riuniti in unità paramilitari simili alle Flechas denominati rispettivamente "Fiéis" ("Fedeli") e "Leais" ("Leali").
Il Portogallo godette sempre di uno scarso sostegno internazionale alla sua lotta. Gli Stati Uniti d'America erano avversi alle questioni coloniali delle nazioni europee, e la stessa NATO del resto non incluse mai le colonie nelle sue strategie; l'unica nazione della OAU a dimostrarsi simpatizzante con il Portogallo fu il piccolo Malawi del dittatore Hastings Banda, il cui sostegno si concretizzò però unicamente nel negare l'accesso al suo territorio alle unità del FRELIMO mozambicano. I maggiori sostenitori del Portogallo furono le nazioni dell'apartheid: la Rhodesia, alle prese con i propri gruppi interni di insorti marxisti, cooperò con le forze portoghesi in Mozambico e distaccamenti del Rhodesian Special Air Service operarono oltre la frontiera con la colonia portoghese per recuperare informazioni e infliggere perdite agli insorti; il Sudafrica, impegnato nella guerra d'indipendenza della Namibia, fornì aiuto e assistenza alle forze portoghesi in Angola con pattugliamenti della frontiera comune e forniture di armamenti pesanti ed elicotteri. Un patto segreto tra Sudafrica, Rhodesia e Portogallo, denominato Alcora (da Aliança Contra as Rebeliões em Africa, "Alleanza Contro la Ribellione in Africa"), fu siglato nel 1970 per rafforzare la cooperazione militare tra le tre nazioni e fronteggiare eventuali azioni ostili convenzionali degli Stati africani indipendenti.

## Teatri di guerra

### Angola

#### Prime azioni

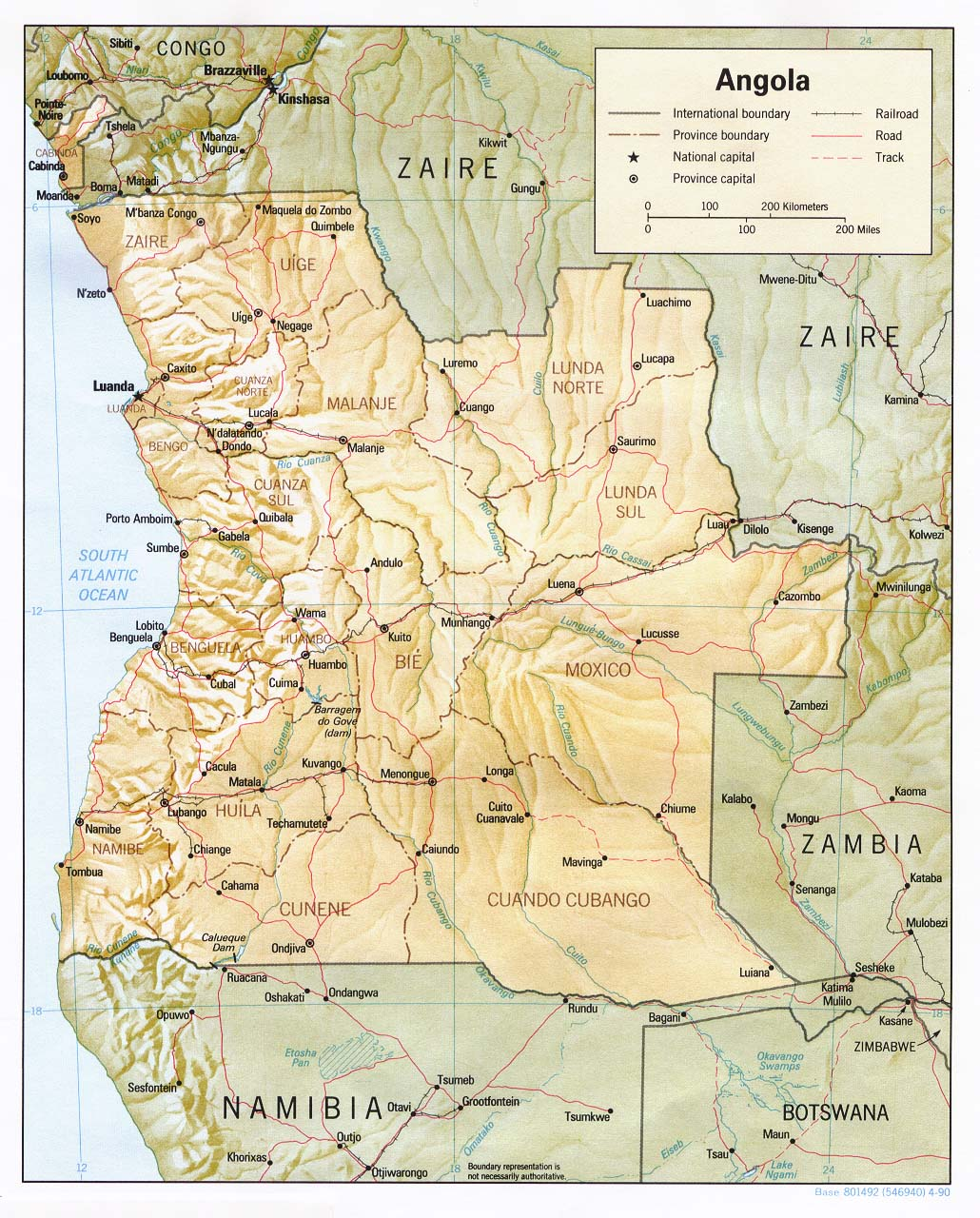
Carta dell'Angola

Il movimento indipendentista dell'Angola subì duri colpi fin dai primi anni. Nel 1959 il MPLA di Agostinho Neto avviò una campagna di disobbedienza civile contro le autorità locali, ma la leadership del movimento fu falcidiata da un'ondata di arresti da parte della PIDE portoghese e lo stesso Neto fu incarcerato l'8 giugno 1960; una marcia di protesta contro l'arresto di Neto a Ícolo e Bengo fu interrotta con la forza dalle unità di sicurezza portoghesi, che lasciarono sul terreno 30 morti e 200 feriti tra i manifestanti. In esilio prima a Capo Verde e poi a Lisbona, grazie alle proteste internazionali la detenzione di Neto fu poi modificata in arresti domiciliari, da cui il leader del MPLA evase nel corso del 1961. La lotta armata ebbe inizio nei primi giorni del 1961: il 3 gennaio agricoltori angolani di uno stabilimento per la produzione di cotone nella regione di Baixa de Cassanje scesero in sciopero chiedendo migliori condizioni di lavoro, azione degenerata poi in un'aperta ribellione contro le autorità coloniali e in aggressioni contro i cittadini portoghesi; la reazione delle forze di sicurezza si tradusse in una brutale dimostrazione di forza, con l'aviazione portoghese che il 4 gennaio bombardò una ventina di villaggi indigeni nella zona della rivolta impiegando anche bombe al napalm, causando un numero di vittime stimato tra le 400 e le 7 000 persone.
Il conflitto ben presto degenerò. Il 4 febbraio un contingente di militanti del MPLA, equipaggiati in maniera improvvisata con armi catturate ai portoghesi, attaccò il quartier generale della polizia nel capoluogo Luanda e la vicina prigione di São Paulo nel tentativo di liberare i prigionieri politici qui detenuti: l'attacco fallì miseramente e 40 miliziani del MPLA e sette poliziotti portoghesi rimasero uccisi; il giorno dopo, durante i funerali dei poliziotti uccisi, gruppi di cittadini bianchi senza controllo attaccarono le baraccopoli di Luanda abitate da africani compiendo saccheggi, devastazioni e uccisioni, mentre contemporaneamente le forze di sicurezza attuarono una serie di retate che condussero alla carcerazione circa 5 000 angolani, causando serie difficoltà alla struttura di base del MPLA. Il 15 marzo fu la volta dell'UPNA di Holden Roberto a scendere in campo, fomentando un'insurrezione su vasta scala nelle regioni abitate dai Kongo nel nord dell'Angola tramite gruppi di incursori che muovevano dalla confinante Repubblica del Congo; più che in una moderna azione di guerriglia, l'insurrezione si trasformò in una ribellione anticolonialista di stampo ottocentesco: incoraggiati da riti sciamanici, gli insorti attaccarono indiscriminatamente centri di governo, fattorie e installazioni commerciali massacrando circa 1 000 coloni portoghesi ma anche migliaia di lavoratori a contratto di etnia Ovimbundu accusati di "collaborazionismo", senza distinzioni tra uomini, donne e bambini.

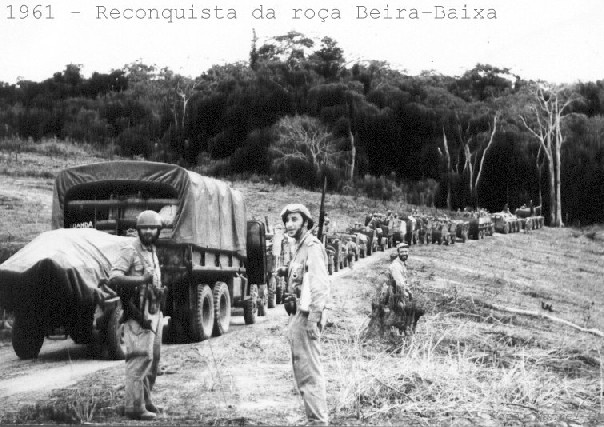
Un convoglio di truppe portoghesi in azione nel 1961

La risposta portoghese fu brutale, e alle truppe regolari si affiancarono almeno 2 000 coloni armati i quali si macchiarono di ripetute atrocità contro le popolazioni native; le unità di caçadores especiais, bene addestrate alle operazioni di controguerriglia già negli anni precedenti, sconfissero rapidamente i disorganizzati contingenti dell'UPNA: Pedra Verde, l'ultima roccaforte degli uomini di Roberto in Angola, fu espugnata il 20 settembre e i resti dell'UPNA ripiegarono oltre il confine con il Congo, insieme a 150 000 profughi Kongo in fuga dalle truppe portoghesi. Nelle settimane successive i reparti portoghesi condussero poi una serie di efficaci operazioni contro i resti dell'MPLA nella regione di Luanda, spingendo i superstiti dell'organizzazione a rifugiarsi nell'impervia regione di Dembos a nord, collinosa e ricca di foreste. La brutalità delle azioni armate commesse da entrambe le parti spinse il Consiglio di sicurezza delle Nazioni Unite a emanare una risoluzione (la numero 163) per chiedere la cessazione delle ostilità e l'avvio di negoziati pacifici, ma la richiesta rimase lettera morta e gli scontri continuarono.

#### La guerriglia si riprende

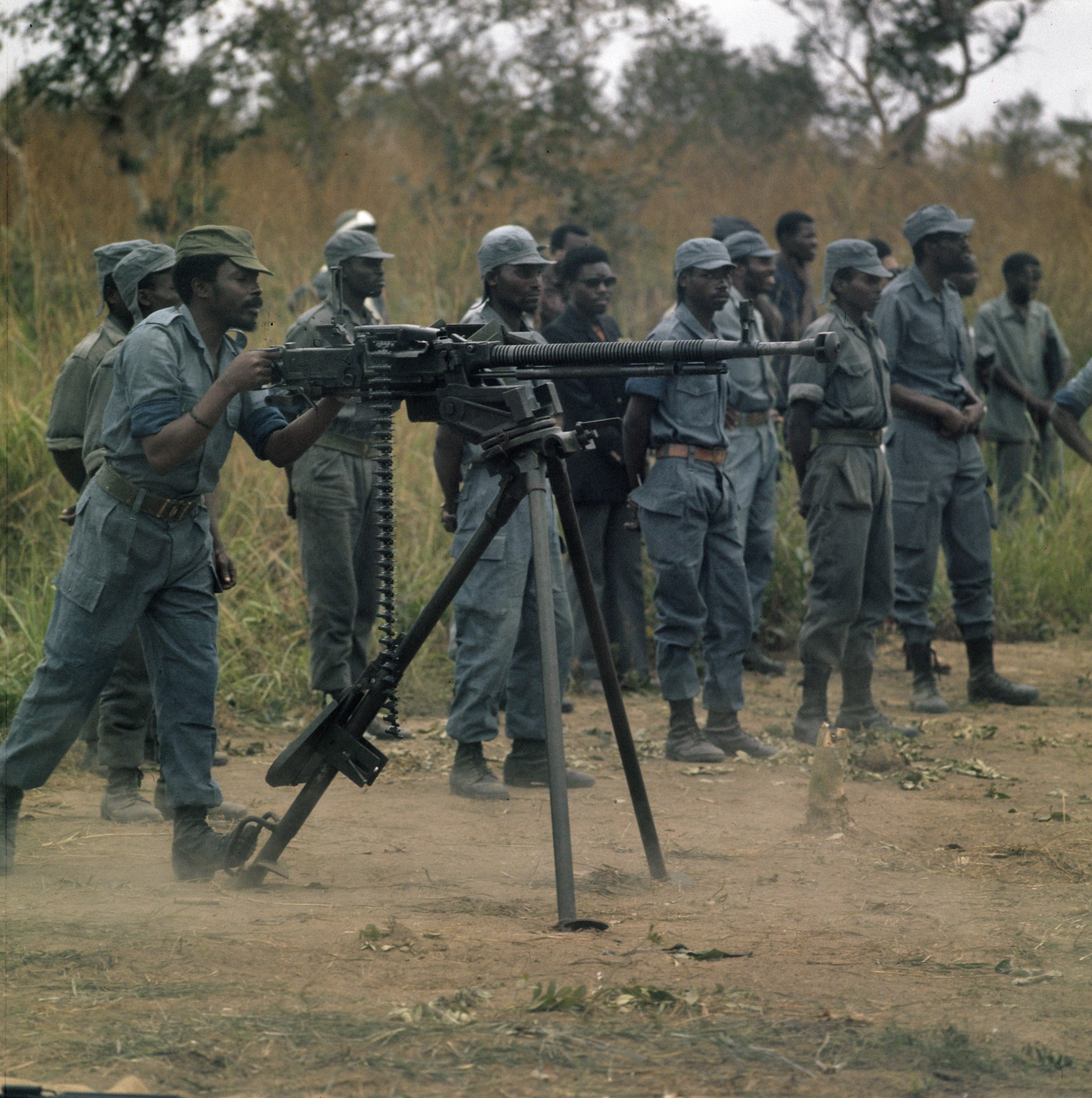
Reclute del FNLA si addestrano in Congo con una mitragliatrice pesante

Gli indipendentisti angolani si raggrupparono oltre la frontiera con il Congo. L'UPNA, divenuto ben presto FNLA, ricevette un forte appoggio da parte del governo di Kinshasa e Holden Roberto stabilì una solida alleanza politica con il nuovo presidente-dittatore congolese Mobutu Sese Seko, di cui divenne cognato. Il FNLA aprì a Kinshasa una stazione radio per le proprie attività di propaganda e costituì un governo in esilio angolano; con l'assistenza dei congolesi e il finanziamento degli Stati Uniti, il movimento istituì un vero e proprio esercito regolare (Exército de Libertação Nacional de Angola o ELNA) ben equipaggiato, che nel giro di pochi anni raggiunse la cifra di 6 200 effettivi. Tuttavia Roberto decise di puntare su una strategia d'attesa, risparmiando le sue forze in attesa di tempi più propizi: piccoli gruppi mobili furono inviati a compiere rapide incursioni nel nord dell'Angola e poi nell'est del paese partendo da Kolwezi, ma il grosso dell'ELNA rimase ad attendere nei suoi campi d'addestramento in Congo.
La ripresa del MPLA fu più lenta: l'ostilità di Roberto nei confronti dei marxisti angolani divenne palese nell'ottobre 1961 quando una pattuglia del FNLA catturò 21 militanti del MPLA per poi giustiziarli, e l'avvento al potere di Mobutu precluse al movimento la disponibilità di rifugi in Congo. Neto dovette trasferire la sua base di operazioni nella Repubblica Popolare del Congo più a nord da dove però il MPLA poteva condurre solo operazioni nella periferica regione di Cabinda, azioni che comunque servirono al movimento per acquisire esperienza sul campo. La situazione per il MPLA migliorò alla fine del 1964, quando lo Zambia ottenne l'indipendenza: retto dal governo autoritario di Kenneth Kaunda, esponente del "socialismo africano", lo Zambia fornì ospitalità al MPLA consentendogli accesso alle regioni orientali dell'Angola, un'area remota e scarsamente presidiata dai portoghesi; armi e rifornimenti provenienti dal blocco sovietico e dalla Cina cominciarono ad affluire al movimento, partendo dai porti della Tanzania per arrivare sul confine Zambia-Angola lungo il cosiddetto "sentiero di Agostinho Neto" (un riferimento al "Sentiero di Ho Chi Minh" della guerra del Vietnam), e tra il 1965 e il 1966 uno dei migliori comandanti del MPLA, Daniel Chipenda, iniziò a estendere il ritmo delle operazioni stabilendo tre campi fortificati in territorio angolano noti come "Hanoi I", "Hanoi II" e "Ho Chi Minh". Nel 1965 Neto si incontrò anche col celebre rivoluzionario Che Guevara, e istruttori e consiglieri militari cubani, sovietici e cinesi iniziarono a fornire addestramento agli insorti angolani.

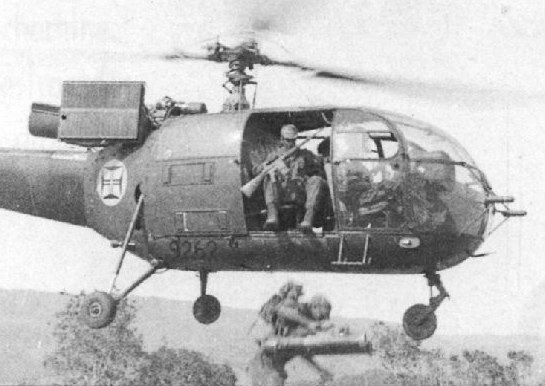
Truppe d'assalto portoghesi mentre sbarcano da un elicottero Alouette III

Nel frattempo la strategia attendista di Roberto aveva creato dissapori all'interno della leadership del FNLA: nel 1966 Jonas Savimbi lasciò l'organizzazione e diede vita al proprio movimento dell'UNITA, ottenendo asilo in Zambia. Ricevuti alcuni aiuti dalla Cina, l'UNITA sferrò i suoi primi attacchi nell'Angola orientale alla fine del 1966, ma Savimbi commise l'errore di assalire più volte la ferrovia del Benguela, di vitale importanza per le esportazioni dello Zambia: il presidente Kaunda espulse il movimento dal suo territorio nel 1968, e l'UNITA dovette rassegnarsi a sopravvivere nel sud-est dell'Angola con poche armi e meno di 500 guerriglieri in attività. Tutti i movimenti indipendentisti angolani rimasero ferocemente ostili l'uno con gli altri, trascorrendo tanto tempo a combattersi tra di loro di quanto ne passavano ad affrontare i portoghesi; non mancarono i casi in cui membri di un movimento passarono informazioni ai portoghesi o collaborarono apertamente con loro pur di infliggere un danno ai rivali.

#### Le controffensive portoghesi
Lo scontro si trasformò in un lungo e inconcludente conflitto di guerriglia: oltre a stabilire presidi in lungo e in largo per il paese, i portoghesi ripresero dall'esperienza dei britannici durante l'"emergenza malese" l'idea di concentrare la popolazione civile delle zone infestate dalla guerriglia in villaggi fortificati e presidiati dalle forze di sicurezza (aldeamento), sia per proteggerla dai guerriglieri sia per impedire che potesse fornire loro assistenza; il contrasto diretto ai gruppi di insorti fu affidato a unità mobili (unidades de intervençáo) composte dalle truppe migliori come Comandos, paracadutisti e GEP, quando possibile imbarcate su elicotteri, che tentavano di inseguire le bande di guerriglieri ogni qual volta venivano localizzate oppure compivano direttamente pattugliamenti offensivi a lungo raggio nelle zone di boscaglia. Le postazioni fortificate, normalmente presidiate da reparti di leva o della milizia OPVDC, erano in genere difficilmente attaccabili dagli insorti, privi di considerevoli quantitativi di armi pesanti, quindi i guerriglieri ripiegarono sull'attacco alle linee di comunicazione portoghesi: le azioni si concentrarono sulle imboscate ai convogli di rifornimento e la guerriglia fece larghissimo uso di mine e trappole esplosive, ordigni facili da installare (le strade erano quasi tutte in terra battuta) e che arrivarono a causare fino al 70% delle perdite nelle truppe portoghesi, generalmente vincolate al movimento con autocarri e veicoli terrestri; i genieri portoghesi si impegnarono quindi nel titanico sforzo di asfaltare gli assi viari principali dell'Angola.

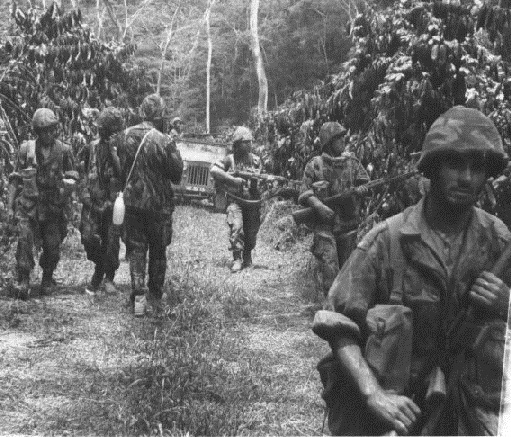
Truppe portoghesi in pattugliamento in una zona di fitta vegetazione

All'inizio degli anni 1970 il MPLA era ormai divenuto il principale gruppo insurrezionale angolano: l'UNITA era ridotto a poche bande che lottavano per sopravvivere, mentre la strategia di attesa di Roberto aveva danneggiato il morale del FNLA che nel 1972 dovette sperimentare anche un ammutinamento tra i suoi reparti acquartierati in Congo, represso solo con l'intervento delle forze congolesi. Neto decise quindi di intensificare il ritmo delle operazioni: alla fine del 1970 le unità tattiche del MPLA furono espanse in gruppi più numerosi di 100-150 uomini ciascuno, dotati anche di armi d'appoggio come mortai leggeri e cannoni senza rinculo con cui impegnare le posizioni fortificate portoghesi; queste forze iniziarono una serie di incursioni in profondità nell'Angola centrale, forzando la linea del fiume Cuanza e penetrando nella Provincia di Bié, un importante centro agricolo e commerciale. Le forze portoghesi del generale Francisco da Costa Gomes dovettero rapidamente correre ai ripari organizzando una serie di controffensive in direzione est: appoggiate da un grosso contingente di piloti ed elicotteri forniti dal Sudafrica e attuando una serie di campagne tese a garantirsi l'appoggio della popolazione, le forze portoghesi furono in grado di riguadagnare rapidamente terreno e di infliggere duri colpi al MPLA, catturando e distruggendo il campo fortificato "Ho Chi Min" nel 1972.
Nel corso del 1973 le unità del MPLA, ormai ridotte a non più di 800 combattenti, dovettero abbandonare le loro roccaforti nell'Angola orientale per rifugiarsi oltre il confine con lo Zambia; la sconfitta causò recriminazioni e spaccature nella leadership del MPLA, culminate con lo scontro tra Daniel Chipenda e Agostinho Neto: Chipenda abbandonò l'organizzazione e fondò un proprio movimento, Revolta do Leste o RDL, per poi confluire nel FNLA nel settembre 1974. Le fratture del MPLA provocarono un abbandono da parte dei suoi sostenitori: l'Unione Sovietica cessò di inviare armi per paura che fossero usate in scontri tra le opposte fazioni interne, mentre il presidente della Tanzania Nyerere convinse i cinesi a dirottare i loro aiuti sul più solido FNLA.
Da un punto di vista militare, le operazioni portoghesi in Angola furono un grande successo di controinsorgenza: in generale, la guerriglia fu confinata in aree periferiche e di scarso valore, senza che potesse influenzare più di tanto la vita interna dell'Angola (il paese visse anzi a cavallo tra gli anni 1960 e gli anni 1970 un periodo di boom economico grazie alla scoperta di vasti giacimenti di petrolio). Questo tuttavia non portò alla fine dell'insurrezione, anche se la conclusione delle ostilità nel 1974 giunse appena in tempo per salvare il MPLA e l'UNITA da un completo collasso: un'analisi statunitense dell'epoca riportò che "i ribelli non riescono a scacciare i portoghesi e i portoghesi possono contenere ma non eliminare i ribelli".

### Guinea portoghese

#### Il "Vietnam del Portogallo"

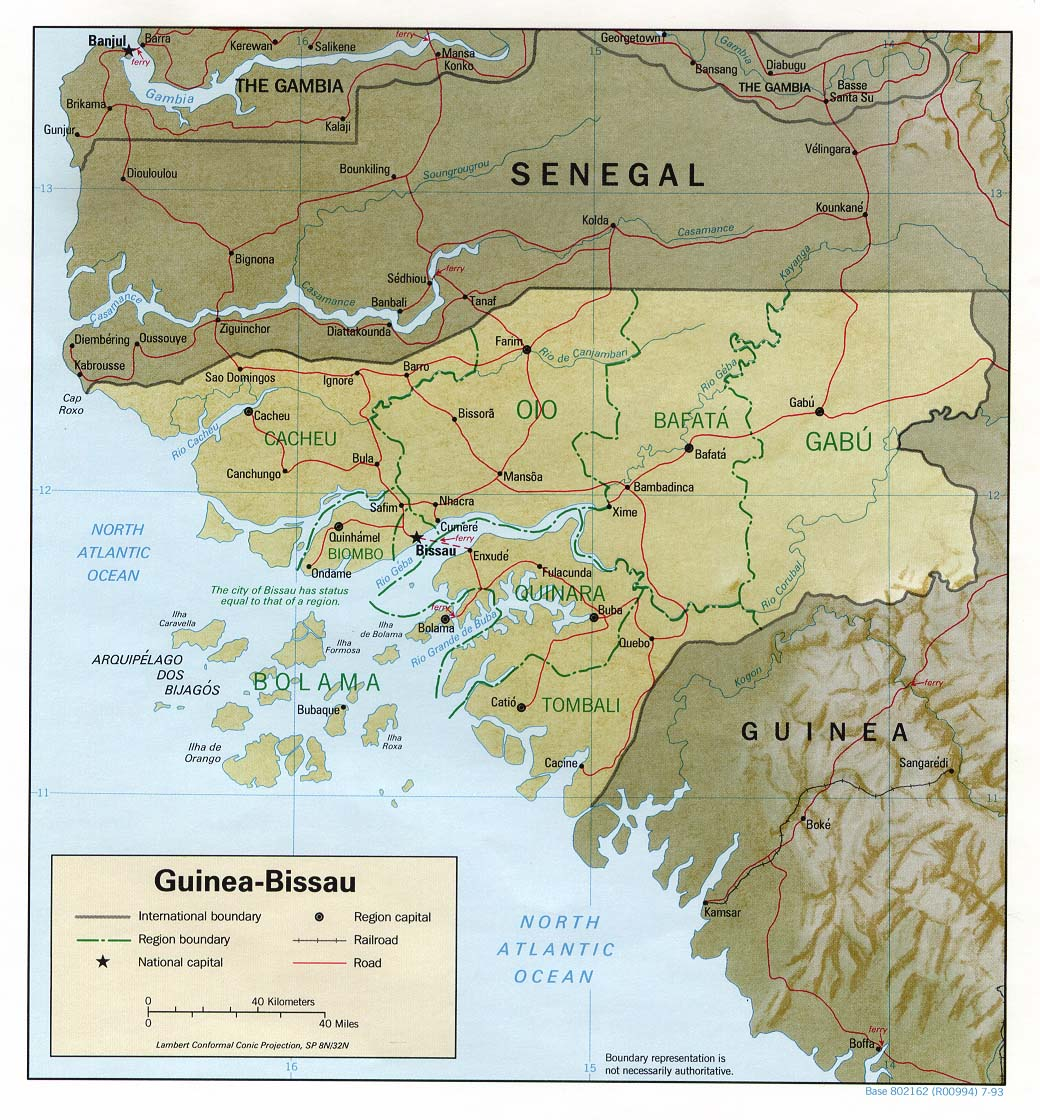
Carta della Guinea-Bissau (già Guinea portoghese)

Per stessa ammissione dei comandanti portoghesi, la lotta nella Guinea era fondamentalmente senza speranza per il Portogallo: la provincia, piccola, economicamente povera, abitata solo da pochi coloni bianchi e quasi interamente circondata da nazioni ostili al Portogallo e solidali con gli indipendentisti, era caratterizzata da un territorio particolarmente favorevole alla guerriglia, con zone acquitrinose, un dedalo di fiumi e coste frastagliate, e ampie regioni coperte di foresta pluviale tropicale, al punto che molti comandanti portoghesi arrivarono a considerare la Guinea come "il Vietnam del Portogallo"; ciò nonostante, le autorità lusitane rimasero prigioniere della loro intransigenza preferendo accettare una sconfitta militare piuttosto che avviare negoziati con gli indipendentisti, manovra che secondo Lisbona non avrebbe fatto altro che incitare alla lotta gli altri movimenti insurrezionali.
Il PAIGC di Amílcar Cabral iniziò la lotta con una serie di azioni di disobbedienza civile non violenta, incontrando però come in Angola la severa reazione delle forze portoghesi. Il 3 agosto 1959 il PAIGC fomentò uno sciopero di massa tra i lavoratori africani del porto di Pidjiguiti, principale scalo del capoluogo Bissau: le forze di sicurezza coordinate dalla PIDE intervennero con mano pesante, aprendo il fuoco sugli scioperanti e causando più di 50 morti. La leadership del movimento decise quindi di sposare la lotta armata: Cabral spostò il direttorato del PAIGC a Conakry, capitale della confinante Guinea francese ora indipendente, sotto la protezione del regime socialista di Ahmed Sékou Touré, e dopo un periodo di organizzazione le prime azioni di sabotaggio ebbero inizio nel 1961, mentre la guerriglia iniziò i suoi attacchi nel 1963.

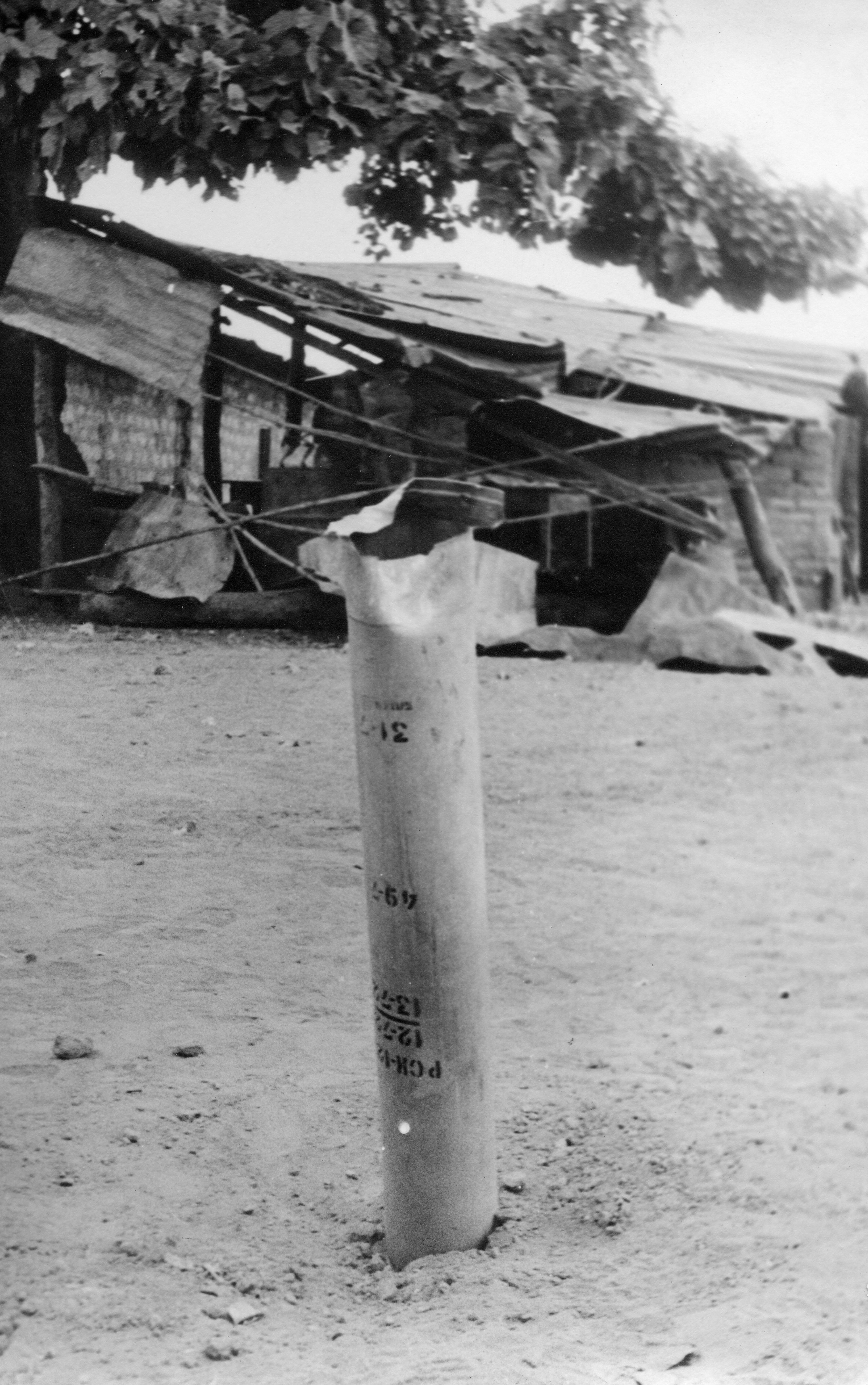
Un razzo del PAIGC caduto all'interno di una base portoghese

Per il 1964 il braccio armato del PAIGC (Forças Armadas Revolucionárias de Povo o FARP) aveva raggiunto un ampio grado di preparazione, strutturandosi secondo i canoni della dottrina rivoluzionaria maoista: le forze regolari di base in Guinea o in Senegal, assistite da una piccola forza navale dotata di imbarcazioni leggere, erano impegnate nelle missioni di incursione a lungo raggio, venendo supportate sul campo da una forza di guerriglia su base distrettuale con un'ulteriore milizia popolare statica per la difesa delle zone liberate dal controllo portoghese; a un livello più alto le operazioni erano coordinate da tre fronti (settentrionale, orientale e meridionale), i cui comandanti erano responsabili davanti a un Conselho de Guerra collettivo.
Le forze portoghesi in Guinea furono lente ad adattarsi a efficaci tattiche di controinsorgenza: le unità erano frazionate e disperse a difendere un gran numero di obiettivi, ma in breve tempo dovettero rinunciare a tenere le campagne per trincerarsi a difesa delle principali città e di parte delle zone costiere. Il morale dei portoghesi crollò davanti all'alto grado di appoggio al PAIGC da parte della popolazione: per il 1968 circa i due terzi del territorio guineano e il 50% della sua popolazione erano sotto il controllo degli indipendentisti, i quali stabilirono un efficiente sistema di amministrazione locale riscuotendo le tasse, fondando scuole e ospedali, organizzando la produzione agricola e il sistema di distribuzione delle merci.

#### La controffensiva di Spínola e lo stallo

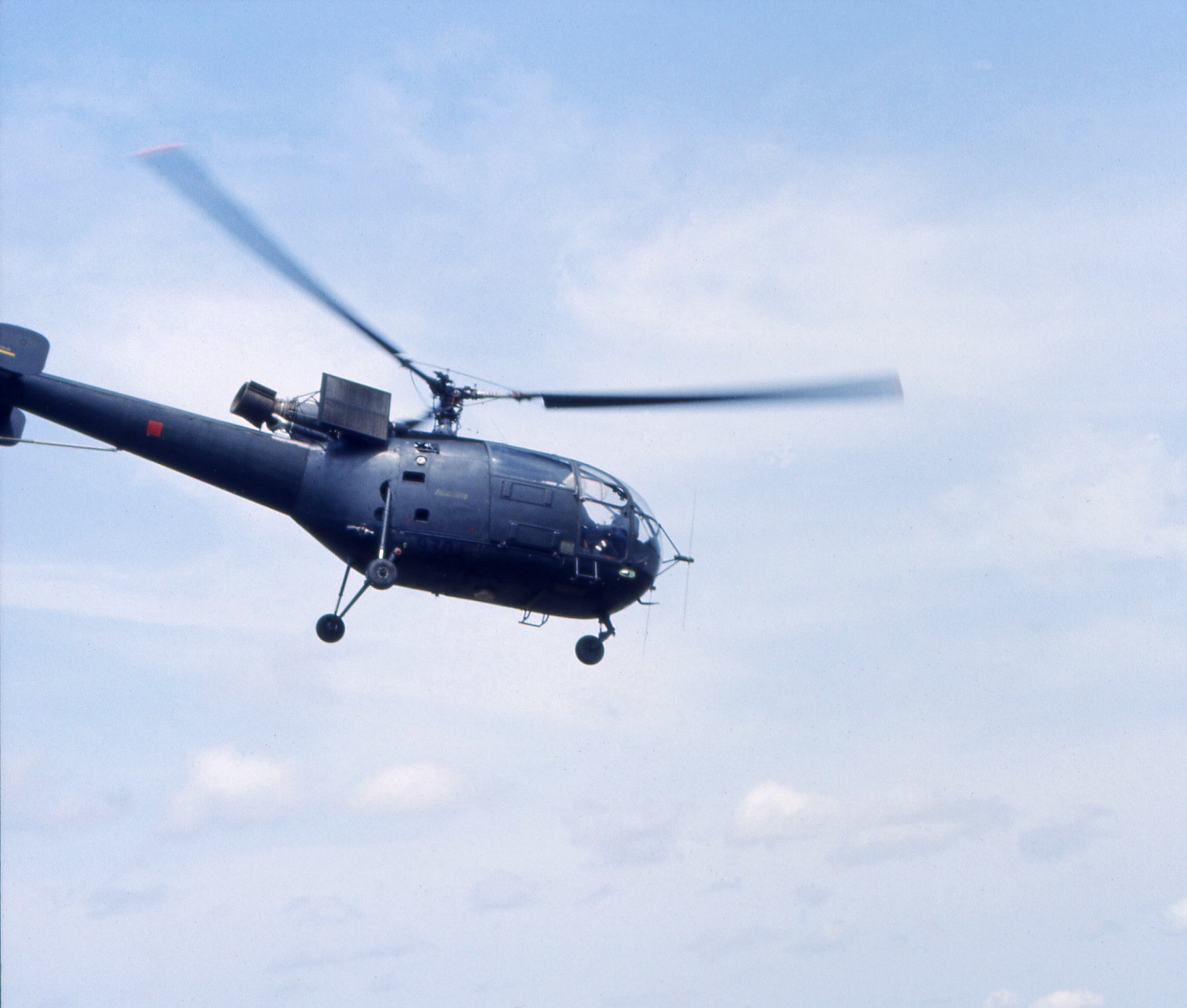
Un Alouette III portoghese impegnato in una missione di evacuazione medica in Guinea

La situazione per i lusitani migliorò nel maggio 1968, quando l'energico generale António de Spínola, già veterano dell'Angola, fu nominato governatore della Guinea e comandante in capo delle forze portoghesi lì dislocate al posto del generale Arnaldo Schulz, troppo legato a strategie convenzionali; Spínola introdusse politiche più moderne per il contrasto agli insorti, in particolare sul piano della riconquista della fiducia della popolazione locale: furono avviati importanti programmi di azione civile volti alla promozione dei guineani neri e all'abbattimento delle discriminazioni razziali, coadiuvati da un ampio programma di lavori pubblici e una maggiore "africanizzazione" delle istituzioni e delle truppe, culminata con la costituzione di una Milícias negras interamente composta da locali. Sul piano militare, Spínola cercò di compensare i notevoli problemi di mobilità delle truppe su un terreno così impervio facendo largo ricorso alle incursioni anfibie delle unità di fanteria di marina: unità di fuzilieros compirono una miriade di piccole operazioni con gommoni e imbarcazioni leggere nel labirinto di corsi d'acqua che era la Guinea, riuscendo a riguadagnare diverse posizioni; furono poi sperimentate alcune tattiche messe a punto dalle truppe statunitensi in Vietnam, tra cui l'impiego di defoglianti sparsi dagli aerei per ridurre la copertura naturale di cui godevano i guerriglieri.
Furono tentate anche operazioni su più vasta scala: il sostegno della Guinea-Conakry al PAIGC non si concretizzava solo nel fornire ospitalità agli insorti, ma le truppe guineane fornivano anche addestramento e sostenevano con sbarramenti di artiglieria le incursioni oltre confine dei guerriglieri; nel tentativo di porre fine a questo sostegno, i portoghesi vararono quindi un ambizioso piano per spodestare il governo della Guinea armando un contingente di oppositori politici di Sékou Touré. Nella notte del 22 novembre 1970 fu quindi lanciata l'operazione Mare Verde: dissidenti guineani sostenuti da truppe regolari portoghesi furono sbarcati dalla Marina lusitana direttamente all'interno di Conakry, attaccando la residenza di Sékou Touré e il quartier generale del PAIGC; furono distrutte alcune risorse degli indipendentisti e liberato un gruppo di prigionieri di guerra portoghesi, ma davanti alla reazione delle truppe locali il contingente dovette essere reimbarcato. L'azione portoghese, di fatto l'invasione di uno Stato sovrano, portò all'approvazione di risoluzioni di condanna da parte del Consiglio di Sicurezza delle Nazioni Unite e della OAU, nonché a un pronto incremento dei rifornimenti militari al PAIGC da parte dell'Unione Sovietica.

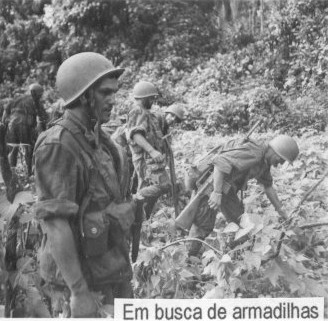
Regolari portoghesi alle prese con la difficile boscaglia africana

La strategia aggressiva di Spínola contribuì a ridurre l'estensione di territorio controllata dal PAIGC e ad obbligare l'organizzazione a tornare a una strategia più propriamente di guerriglia, trattenendo il grosso dei suoi uomini nelle basi oltre il confine da cui compiere veloci incursioni mobili contro obiettivi specifici. Il richiamo in patria di Spínola nell'agosto del 1973 perché assumesse la carica di vice capo di stato maggiore delle forze armate portoghesi riportò però il conflitto a una situazione di stallo: la fornitura al PAIGC da parte dei sovietici di missili terra-aria spalleggiabili Strela-2 compromise gravemente il controllo portoghese nei cieli, minando il morale dei reparti lusitani e consentendo ai guerriglieri di riguadagnare terreno.
Anche il PAIGC tuttavia dovette sperimentare la sua dose di divisioni interne: il 20 gennaio 1973 lo stesso Amílcar Cabral fu assassinato a Conakry da Inocêncio Kani, un ex membro del Conselho de Guerra insoddisfatto della politica del leader, apparentemente con il supporto dei servizi segreti portoghesi; il complotto per rovesciare la leadership del PAIGC tuttavia fallì e Kani fu giustiziato in marzo. La direzione del PAIGC fu assunta dal fratello di Amílcar, Luís Cabral, e il movimento consolidò rapidamente la sua presa sulla Guinea: dopo l'indizione nelle zone liberate di elezioni per la formazione di un'assemblea nazionale, il 24 settembre 1973 il PAIGC proclamò unilateralmente l'indipendenza della Guinea portoghese come Guinea-Bissau; la dichiarazione, con una mossa senza precedenti, fu poi ufficialmente approvata dall'Assemblea generale delle Nazioni Unite con una risoluzione votata il 2 novembre seguente, con la quale si condannava anche esplicitamente il perdurare della presenza portoghese nella regione.

### Mozambico

#### La lenta crescita della guerriglia

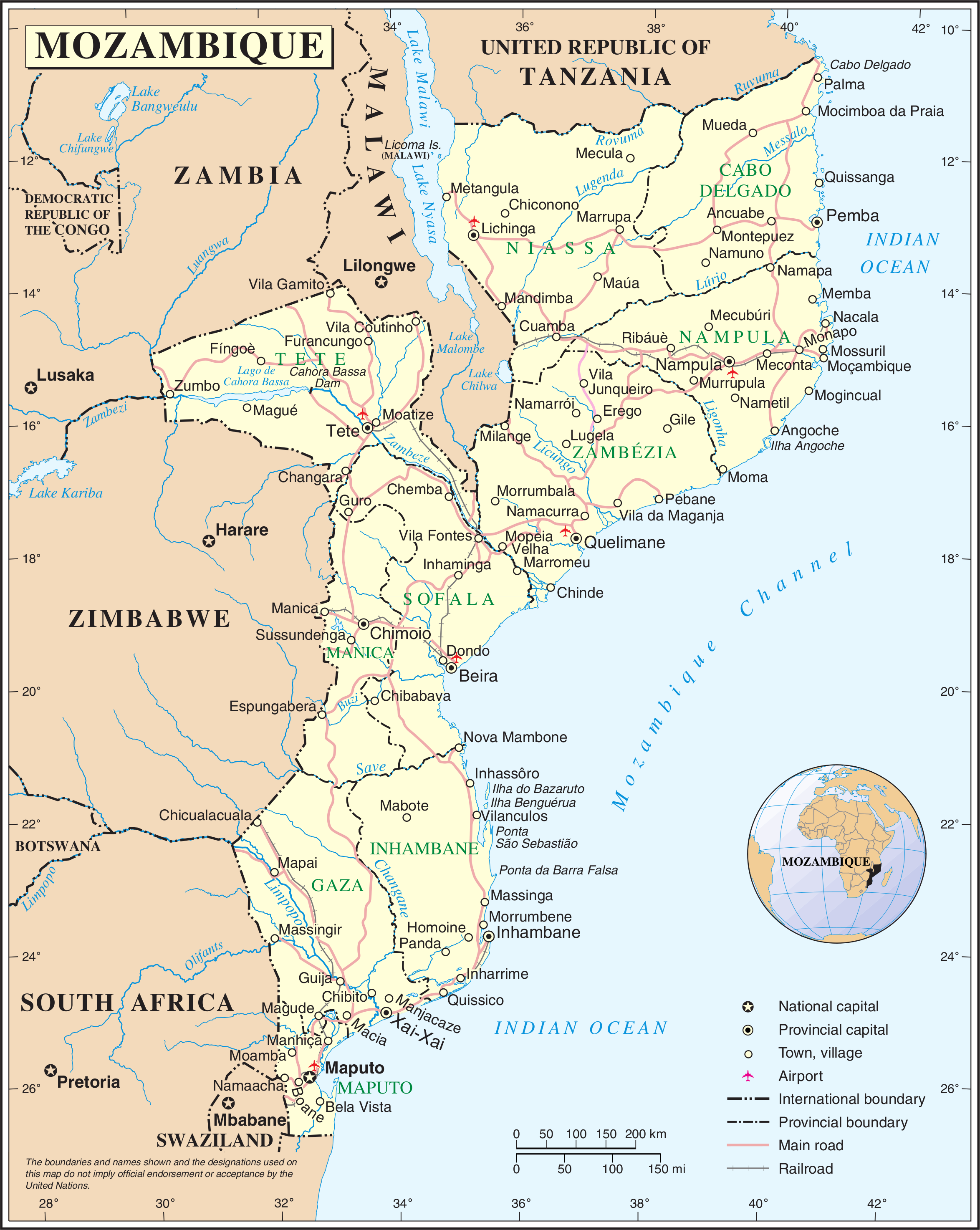
Carta del Mozambico

La lotta armata nel Mozambico stentò a prendere piede: la leadership FRELIMO era divisa su basi etniche e ideologiche, e il suo presidente Eduardo Mondlane dovette faticare non poco per impedire che il movimento si frammentasse prima ancora di cominciare le ostilità; dalla fondazione del movimento nel 1962 esso passò due anni a organizzarsi con il sostegno di Algeria e Tanzania e a condurre fallimentari trattative politiche con i portoghesi per tentare una soluzione pacifica all'indipendenza del Mozambico, prima di aderire apertamente alla lotta armata e iniziare le prime ostilità nel settembre del 1964.
L'idea di fomentare una rivolta su scala nazionale dovette ben presto essere abbandonata, visto che il sostegno di Sudafrica, Rhodesia e Malawi a favore del Portogallo impediva di avere basi sicure da cui attaccare il centro e il sud del paese; inizialmente, l'unico rifugio sicuro per il FRELIMO era la Tanzania del presidente Julius Nyerere, da cui tuttavia era possibile insidiare solo la parte nord del Mozambico, relativamente periferica e priva di significativi obiettivi strategici. Vi erano anche divisioni sul metodo esatto per condurre la lotta: vi era chi voleva un'insurrezione di massa nel capoluogo Lourenço Marques e chi premeva per una ribellione delle masse contadine, ma alla fine prevalse la fazione che proponeva una guerriglia rivoluzionaria classica secondo i dettami della dottrina maoista.
I primi gruppi di insorti erano unità piuttosto piccole di 12-15 uomini, armate alla leggera e impegnate in azioni mordi-e-fuggi contro insediamenti coloniali e linee di comunicazione servendosi della stagione del monsone e delle fitte zone di foresta per eludere la sorveglianza degli aerei e degli elicotteri portoghesi; come in Angola, l'arma principale della guerriglia furono mine e trappole esplosive, che causarono la maggior parte delle perdite tra le truppe portoghesi. A partire dal 1965 il movimento iniziò a rafforzare i suoi ranghi grazie al relativo sostegno ottenuto dalla popolazione civile nelle regioni settentrionali, scarsamente presidiate dalle forze portoghesi: dopo i primi successi nella Provincia di Cabo Delgado, il FRELIMO estese l'area delle sue operazioni nella vicina Provincia di Niassa, spingendosi anche con le sue incursioni fino a Tete nell'ovest; in queste province furono istituite varie "aree liberate", sebbene ciò designasse zone dove i nazionalisti esercitavano la loro influenza più che regioni effettivamente amministrate dal FRELIMO.

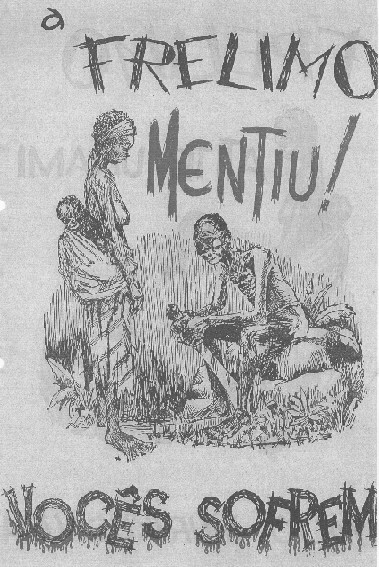
Un manifestino propagandistico portoghese: "Il FRELIMO mente - Voi soffrite!"

Con il passare del tempo il FRELIMO andò rafforzandosi: nel 1966 fu istituito un "comando centrale" per coordinare meglio le attività dei gruppi di incursione, ormai saliti alle dimensioni di un piccolo battaglione di 150 uomini, mentre Unione Sovietica e Cina iniziarono a fornire armamenti pesanti come mortai, cannoni senza rinculo e lanciarazzi; per il 1967 l'ala militare del movimento, le Forças popular de libertação de Moçambique o FPLM, disponeva ormai di 8 000 uomini in armi sostenuti da varie milizie territoriali nelle aree libere. Nel luglio 1968 il movimento ottenne un notevole successo politico quando, a dispetto delle azioni militari portoghesi, riuscì a organizzare il suo primo congresso in terra mozambicana, congresso che tuttavia sancì la profonda spaccatura ideologia interna al partito: l'ala più conservatrice, guidata da Lazaro Kavandame e principalmente facente capo al gruppo etnico dei Makonde (che, insediati nel nord, fornivano il grosso dei ranghi base del FPLM), spinse per un ripristino delle forme tradizionali di autorità tribale del Mozambico, scontrandosi con Mondlane e l'ala sinistra del partito che invece volevano un movimento più teso verso i principi del socialismo rivoluzionario e con solidi legami con l'URSS. Grazie al sostegno del presidente tanzaniano Nyerere, Mondlane fu riconfermato alla guida del movimento decretando la sconfitta dell'ala conservatrice.
Il 3 febbraio 1969 Eduardo Mondlane fu ucciso da un pacco bomba nel suo ufficio di Dar es Salaam in Tanzania: benché le esatte circostanze dell'omicidio rimasero non chiare e tra gli accusati vi fosse lo stesso Kavandame, si ritiene che la PIDE portoghese abbia giocato un ruolo importante nell'azione, in particolare tramite la sua organizzazione di stay-behind Aginter Press; Kavandame disertò poi in favore dei portoghesi nell'aprile seguente, e si verificarono diversi scontri armati tra i miliziani Makonde e i regolari del FPLM. La morte di Mondlane aprì una lotta di potere: la direzione del FRELIMO fu inizialmente assunta da un triumvirato composto dal reverendo Uria Simango, vicepresidente sotto Mondlane ed esponente della fazione moderata, dal segretario degli affari esteri Marcelino dos Santos e dal comandante del FPLM Samora Machel, membri invece dell'ala dura filo-marxista; l'equilibro nel triumvirato non durò a lungo e nell'aprile 1970 Simango dovette lasciare l'organizzazione per andare in esilio in Egitto, lasciando il FRELIMO sotto la direzione di Machel con dos Santos come suo vice. Simago, appoggiato dai cinesi, costituì poi il movimento rivale del COREMO, che tuttavia rimase sempre una fazione secondaria.

#### L'intensificazione della lotta

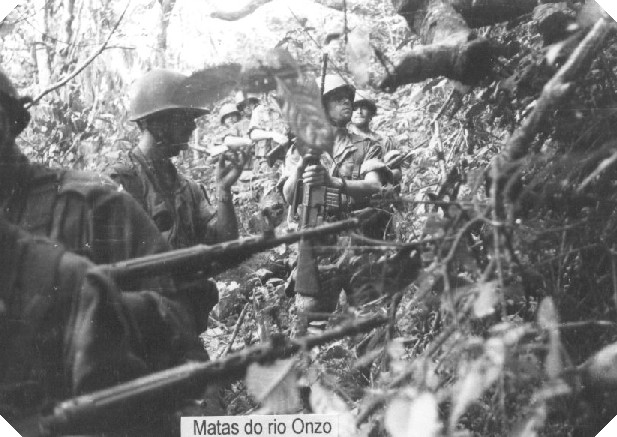
Soldati portoghesi in azione in Africa; gli uomini sono armati con fucili d'assalto AR-10

Sul piano militare, nel 1969 il comando delle forze portoghesi in Mozambico passò dal generale António Augusto dos Santos, sostenitore come Spínola in Guinea della necessità di una "africanizzazione" del conflitto e di più moderne tattiche di controinsorgenza che prevedessero anche misure per conquistare "il cuore e le menti" della popolazione locale, al più aggressivo generale Kaúlza de Arriaga, fautore invece di una soluzione militare tramite l'impiego su larga scala di forze regolari portoghesi; la guerriglia continuava intanto a estendersi lentamente, e l'indipendenza dello Zambia consentì al FRELIMO di aprire un secondo fronte a ovest nella Provincia di Tete dove attaccò i convogli di rifornimento diretti al cantiere della grande diga di Cabora Bassa sullo Zambesi, uno dei progetti di sviluppo economico promossi da Augusto dos Santos. Il 1º luglio 1970 de Arriaga lanciò una massiccia controffensiva in direzione nord, l'operazione Nodo gordiano: in quella che divenne la più imponente singola operazione militare intrapresa dal Portogallo in tutta la guerra, circa 8 000 soldati portoghesi massicciamente supportati da artiglieria, aerei da combattimento ed elicotteri furono concentrati nella provincia settentrionale di Cabo Delgado, attaccando sistematicamente la rete di campi del FRELIMO e le sue vie di comunicazione con la Tanzania fino al 6 agosto seguente. I risultati dell'operazione sono discussi: vari campi del FRELIMO furono effettivamente distrutti e diversi membri dell'organizzazione uccisi o catturati, ma l'inizio della stagione dei monsoni diede modo ai guerriglieri di recuperare le forze e riorganizzarsi, senza contare che l'aver concentrato circa il 40% della forza combattente portoghese in un'unica provincia lasciò scoperti altri settori alle infiltrazioni degli insorti.

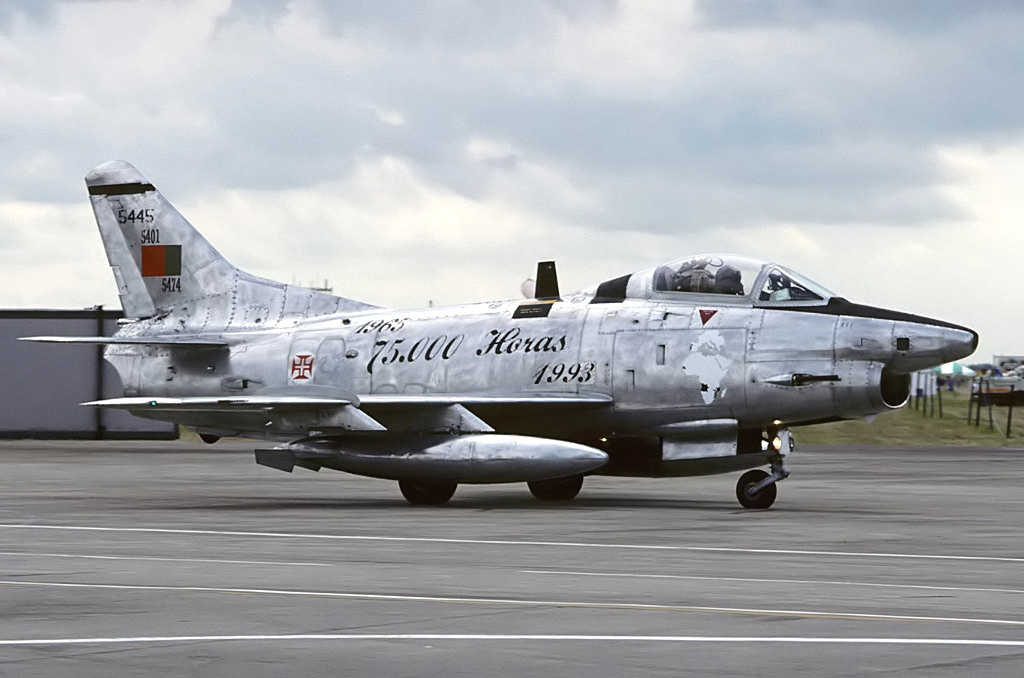
Un cacciabombardiere Fiat G.91 portoghese, molto usato nei conflitti in Guinea e Mozambico

Tra il 1971 e il 1972 de Arriaga continuò con le sue operazioni offensive ai danni dei guerriglieri: questo portò a nuovi successi militari sul FRELIMO, con molti guerriglieri uccisi o catturati, ma di converso incrementò anche le perdite portoghesi il che si rivelò politicamente inaccettabile per le autorità di Lisbona. Il comando portoghese dovette rivedere la sua strategia: le politiche di "africanizzazione" della forza combattente furono intensificate e anche in Mozambico fecero la loro comparsa i GE e i gruppi di Flechas, mentre, sulla base dello studio delle campagne di "ricerca e distruzione" delle forze statunitensi in Vietnam, si decise di optare per operazioni offensive su più piccola scala condotte principalmente con unità d'élite elitrasportate; sull'esempio dell'Angola, anche in Mozambico fu adottato il sistema di ricollocare la popolazione civile in villaggi protetti e fortificati, oltre a incrementare le politiche di sviluppo civile onde tentare di contrastare l'influenza del FRELIMO sui mozambicani. I guerriglieri risposero alzando anch'essi il ritmo delle operazioni, e nel novembre 1972 una grande offensiva del FRELIMO investì la provincia di Tete: i rifornimenti di moderne armi sovietiche, che comprendevano lanciarazzi anticarro RPG e le prime forniture di missili antiaerei spalleggiabili Strela-2, consentivano ora ai guerriglieri di poter attaccare le posizioni fortificate portoghesi con maggior probabilità di successo, e una intensa campagna fu diretta contro i villaggi protetti nel tentativo di dimostrate alla popolazione civile che il Portogallo non era in grado di difenderla.
Le azioni della guerriglia portando a dure rappresaglie dei portoghesi: il 16 dicembre 1972 un'unità regolare portoghese guidata da agenti della PIDE attaccò il villaggio di Wiriyamu nella provincia di Tete, uccidendo tra i 150 e i 300 civili; la notizia del massacro fu resa pubblica nel luglio 1973 da un rapporto del missionario cattolico britannico Adrian Hastings e, benché a essa si mischiassero da un lato informazioni contrastanti che attribuivano l'azione al FRELIMO e dall'altro evidenti esagerazioni create apposta per danneggiare la reputazione dei portoghesi, ciò provocò un gravissimo danno d'immagine al Portogallo. Entro la fine del 1973, nonostante gli sforzi dei portoghesi, i gruppi di guerriglieri avevano ormai esteso le loro operazioni fino ai dintorni di Beira nel centro del paese, minacciando di spezzare la "spina dorsale" degli insediamenti portoghesi lungo la costa; la diffusione della guerriglia, gli armamenti sempre più complessi a sua disposizione e la carenza di un numero adeguato di rinforzi provocarono un crollo del morale dei reparti portoghesi, ormai convinti che una vittoria militare non fosse più possibile, che si combinò con un parallelo risentimento dei coloni nei confronti di un governo incapace di difenderli, rendendo il conflitto ormai largamente impopolare.

## La fine

### Il Portogallo durante la guerra

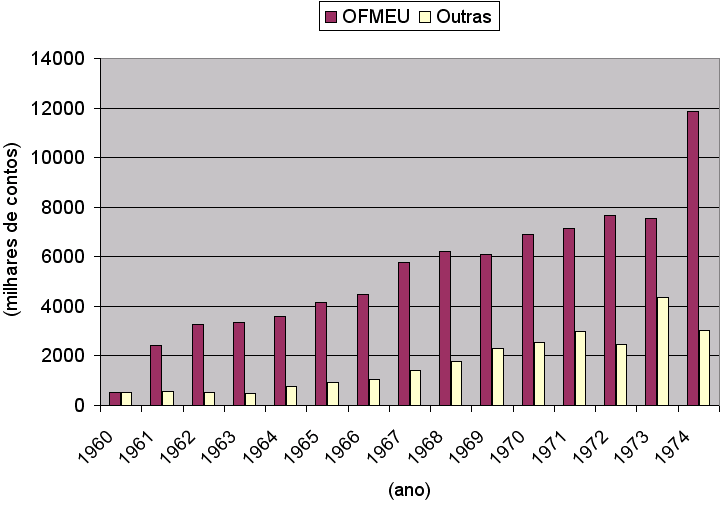
L'andamento delle spese militari portoghesi dal 1960 al 1974: la colonna rossa indica gli stanziamenti per le operazioni oltremare, quella bianca le altre spese militari; i valori sono in milioni di escudo portoghesi

Gran parte degli osservatori esterni rimase sorpresa dall'improvviso crollo del regime portoghese dell'Estado Novo nell'aprile 1974. Da un punto di vista militare la situazione delle forze portoghesi non era critica: la guerriglia era contenuta in zone rurali o periferiche, tutti i centri urbani principali delle colonie erano ancora in mano ai portoghesi e la vita economica delle province non era seriamente minacciata; il tasso di perdite tra i soldati portoghesi, benché costante, si manteneva su livelli relativamente bassi.
All'inizio degli anni 1970, tuttavia, il peso del conflitto stava divenendo insostenibile per il Portogallo: il paese arrivò a spendere fino al 40% delle sue entrate annuali per finanziare le spese militari, e con poco meno di 150 000 uomini in armi il Portogallo divenne la prima nazione al mondo dopo Israele come numero di soldati in servizio attivo in percentuale sul totale della popolazione. Il numero di truppe inviato oltremare crebbe sensibilmente: se nel 1961 vi erano circa 40 400 soldati metropolitani schierati nelle colonie (28 400 in Angola, 8 200 in Mozambico e 3 800 in Guinea), nel 1973 questa cifra era salita a più di 87 000 uomini (37 700 in Angola, 23 900 in Mozambico e 25 600 in Guinea) senza considerare l'incremento vertiginoso delle truppe reclutate localmente tra i nativi (dagli appena 9 000 soldati africani nel 1961 si passò a 61 800 nel 1973). Per alimentare questa massa di uomini, nel 1967 il periodo di leva obbligatoria fu innalzato a quattro anni e tutti i coscritti ebbero in pratica la garanzia di dover trascorrere un periodo di due anni in Africa; come conseguenza i tassi di diserzione e renitenza alla leva, già molto alti, quasi raddoppiarono (da un 11,6% dei richiamati nel 1961 al 20% nel 1973) mentre migliaia di giovani emigravano dal paese per cercare lavori meglio pagati all'estero, di solito in Francia.
Se il morale in patria era basso, quello delle truppe era anche peggio: la guerra apparentemente senza fine, la stanchezza di operazioni spesso inconcludenti e i progressi, lenti ma costanti, della guerriglia soprattutto in Guinea e Mozambico minarono la tenuta morale delle truppe e fecero crescere l'impopolarità della guerra; se le unità scelte come paracadutisti e forze speciali continuarono a reggere il ritmo dei combattimenti, i reparti di leva assegnati alla difesa delle posizioni statiche iniziarono a mostrare sempre più insofferenza verso i loro compiti e un costante risentimento verso la classe dei coloni portoghesi, che si riteneva mantenesse inalterato il proprio stile di vita scaricando tutti i rischi sui soldati metropolitani. Nonostante i crescenti malumori, l'intransigenza della leadership portoghese rimase costante. Nel 1968 Salazar fu colpito da un infarto invalidante (morì due anni più tardi) e fu rimpiazzato nel ruolo di capo del governo da Marcello Caetano, suo braccio destro; Caetano tentò alcune riforme interne pur senza intaccare il nucleo centrale dell'Estado Novo: vi furono alcune aperture democratiche verso i partiti di opposizione (pur senza molti risultati pratici) e un'attenuazione della censura, la PIDE fu rinominata DGS (Direcção Geral de Segurança, "Direzione Generale di Sicurezza") e vide ridursi i suoi poteri; si tentarono varie riforme economiche, ma la crisi petrolifera del 1973 colpì duro il Portogallo vanificando molte di queste misure. Sul conflitto in Africa Caetano rimase però irremovibile: le province d'oltremare erano parte della nazione portoghese, la loro indipendenza era impossibile.

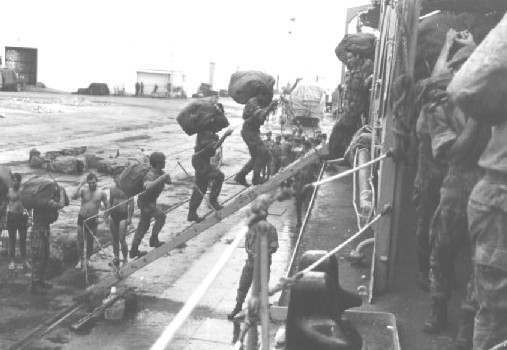
Truppe portoghesi si imbarcano alla volta dell'Africa

### La rivoluzione dei garofani
La goccia che fece traboccare il vaso arrivò da una direzione completamente inaspettata. La disaffezione verso il conflitto e il servizio militare si era ripercossa anche sulla classe degli ufficiali, con un crollo vertiginoso delle iscrizioni all'accademia militare: dai 559 allievi ufficiali nel 1961 si scese a 155 nel 1973. Nel tentativo di fermare questa emorragia di comandanti subalterni, che comprometteva pesantemente la resa delle truppe sul campo, il governo Caetano varò alla fine del 1973 un decreto teso a persuadere gli ufficiali della milizia coloniale a passare alle forze regolari calcolando interamente il servizio già prestato, il che garantiva loro un'anzianità di servizio più elevata dei militari di carriera usciti dalle accademie; gli ufficiali inferiori delle forze regolari, infuriati dall'idea di essere scavalcati nei ruoli delle forze armate dagli ex ufficiali della milizia, protestarono duramente.
Sul finire del 1973 ufficiali scontenti delle forze armate regolari diedero vita a un'organizzazione, il Movimento dos capitães ("Movimento dei capitani"), che assunse poi la denominazione di Movimento das Forças Armadas ("Movimento delle Forze Armate" o MFA); inizialmente il MFA era una sorta di associazione di categoria, nata per tutelare gli interessi degli ufficiali di carriera, ma iniziò progressivamente a spostarsi verso posizioni di sinistra: grazie all'abolizione decretata da Salazar nel 1958 delle tasse universitarie dell'accademia militare, una larga fetta dei giovani ufficiali era stata arruolata tra gli strati più svantaggiati della società, meno legati ai vertici del regime, mentre diversi dei veterani del conflitto africano erano entrati in contatto con gli ideali marxisti propagandati dai loro avversari.
La tensione nel paese era intanto in costante ascesa: dalla sua carica di vice capo di stato maggiore delle forze armate, il generale Spínola, memore della sua esperienza in Guinea, tentò in tutti i modi di convincere Caetano che la guerra non poteva essere vinta sul piano militare e che bisognasse al più presto aprire i negoziati con gli indipendentisti, ottenendo solo di essere sollevato dal comando nel marzo del 1974. Poco dopo Spínola pubblicò un libro, Portugal e o Futuro, in cui sosteneva la sua tesi della necessità di una soluzione politica della guerra prima che il paese si disintegrasse sotto le spinte rivoluzionarie: la sua destituzione e il successivo tentativo del governo di censurare il suo libro portarono a una forte indignazione popolare, e il MFA si rese conto che la disaffezione della popolazione al regime dell'Estado Novo aveva raggiunto il suo livello massimo.
Dopo un primo maldestro tentativo di golpe tentato il 16 marzo 1974 ma subito naufragato, il vertice direttivo del MFA, capitanato da Otelo Saraiva de Carvalho, Vítor Alves, Salgueiro Maia e Vasco Gonçalves (tutti militari di medio rango), progettò un colpo di stato da attuarsi per il 25 aprile seguente: la cosiddetta "rivoluzione dei garofani" si risolse in un golpe quasi incruento, ed entro la fine di quella stessa giornata tanto Caetano quanto il presidente della repubblica Américo Thomaz erano stati destituiti; il governo del Portogallo fu assunto da una Giunta di Salvezza Nazionale alla cui presidenza il MFA invitò lo stesso Spínola, proclamato poi ufficialmente come presidente della repubblica il 15 maggio 1974.
I primi mesi di vita del nuovo Stato portoghese furono alquanto turbolenti, con il paese a rischio di precipitare in una guerra civile. Si aprì un confronto acceso tra l'ala moderata del MFA, raccolta intorno a Spínola, e quella più radicalmente spostata a sinistra che aveva in Gonçalves (ora primo ministro) e in Carvalho (capo delle forze armate) i suoi leader principali; una frattura si creò proprio sulle trattative per la conclusione del conflitto: Spínola puntava a negoziare l'istituzione di un sistema federalista con le ex colonie, che conferisse loro autonomia ma senza troncare tutti i legami con il Portogallo, mentre i radicali erano per la cessazione immediata delle ostilità a qualunque prezzo. Davanti al progressivo spostamento verso la sinistra estrema del MFA, il 30 settembre 1974 Spínola rassegnò le sue dimissioni dalla presidenza della repubblica che fu quindi affidata a Francisco da Costa Gomes, già comandante in capo in Angola; Costa Gomes, Carvalho e Gonçalves (sostituito il 19 settembre 1975 con il più moderato José Baptista Pinheiro de Azevedo) formarono un triumvirato che, tra tensioni e tentativi di golpe e controgolpe, riuscì a traghettare il Portogallo a una nuova costituzione, approvata il 2 aprile 1976, che pur ricca di riferimenti ideologici al socialismo istituiva un pieno regime di democrazia pluripartitica. Le elezioni legislative del 25 aprile 1976 portarono poi al governo il più moderato Partito Socialista portoghese di Mário Soares.

### L'indipendenza delle colonie

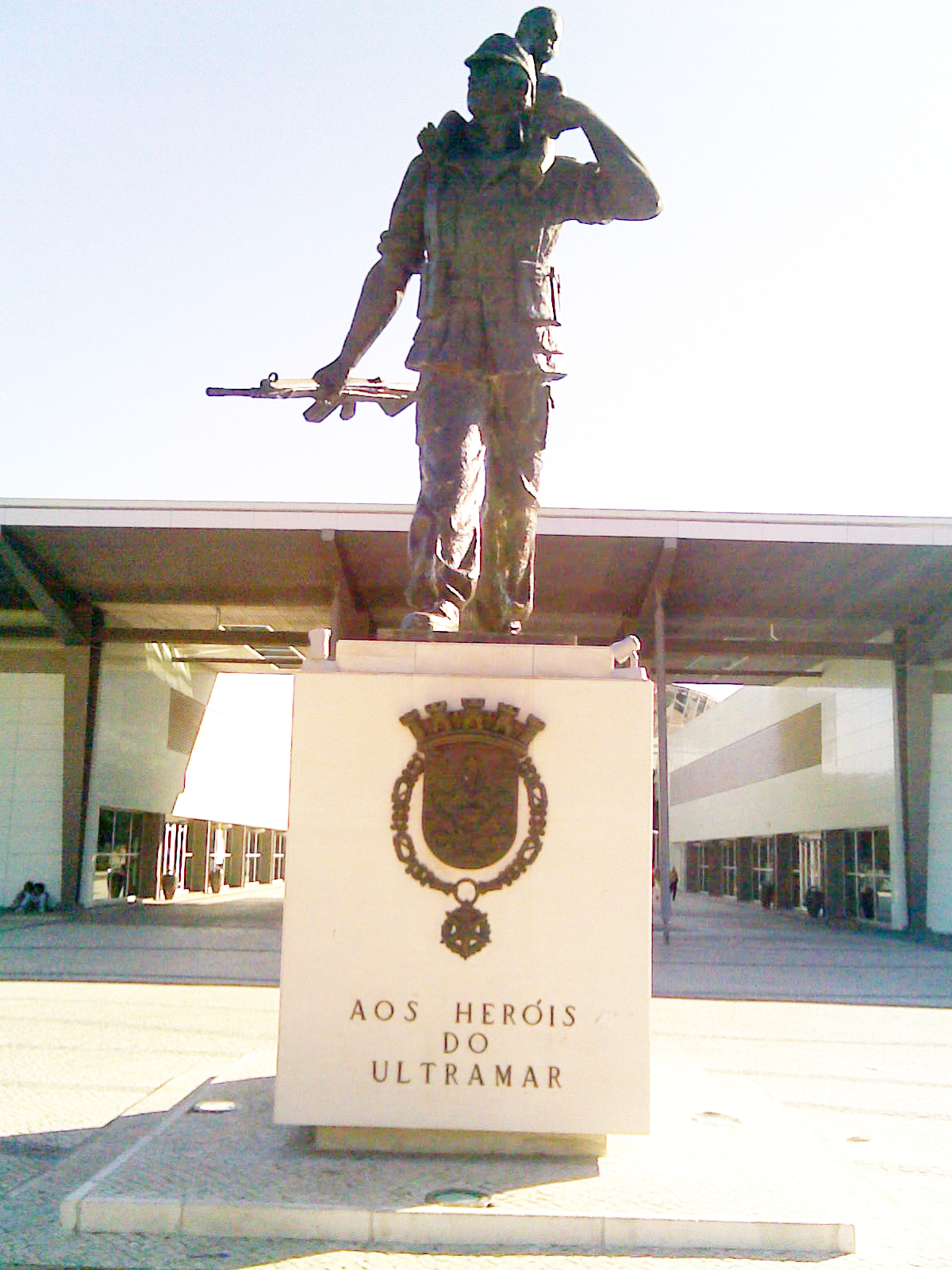
Monumento ai caduti portoghesi della guerra d'oltremare a Coimbra in Portogallo

Mentre il Portogallo era scosso dall'assestamento della rivoluzione dei garofani, il conflitto in Africa cessò di sua spontanea volontà: i reparti portoghesi negoziarono cessate il fuoco locali con gli indipendentisti e si ritirarono nelle loro posizioni fortificate, in alcuni casi ignorando gli ordini del Governo centrale di continuare a combattere; un tentativo di golpe da parte degli ambienti reazionari della comunità dei coloni bianchi del Mozambico non trovò alcun appoggio da parte dei militari e si esaurì quindi senza aver realizzato niente. Fino a quel momento le forze armate portoghesi avevano subito nel conflitto un totale di 8 289 caduti per tutte le cause: 3 258 in Angola (2 434 tra le truppe metropolitane e 824 tra quelle reclutate localmente), 2 962 in Mozambico (1 764 metropolitani e 1 198 locali) e 2 069 in Guinea (1 598 metropolitani e 478 locali); i feriti per tutte le cause raggiunsero un totale di 15 507 uomini. Le vittime tra i movimenti indipendentisti sono più difficili da stimare: per l'Angola si indicano 25 000 insorti uccisi durante il conflitto, per il Mozambico si dà un totale di 10 000 vittime nei ranghi del FRELIMO e per la Guinea le stime si aggirano su 10 000 vittime tra i guerriglieri; le vittime tra la popolazione civile sono stimate tra le 30 000 e le 50 000 in Angola, 50 000 in Mozambico e 5 000 in Guinea.
La transizione verso l'indipendenza si dimostrò rapida in Guinea, vista la solidità del PAIGC: una serie di negoziati portò alla stipula di un accordo tra le due parti il 26 agosto 1974 ad Algeri, che portarono infine il 10 settembre seguente al pieno riconoscimento del Portogallo dell'indipendenza della Guinea-Bissau e all'evacuazione delle truppe portoghesi dal paese, conclusasi alla fine di ottobre; i reparti reclutati localmente furono in pratica abbandonati al loro destino dai portoghesi, e nei mesi seguenti l'indipendenza centinaia se non migliaia dei loro appartenenti furono giustiziati dopo processi farsa. La Guinea-Bissau divenne uno Stato monopartitico saldamente controllato dal PAIGC, per transitare a un regime pluralista solo nel 1994.

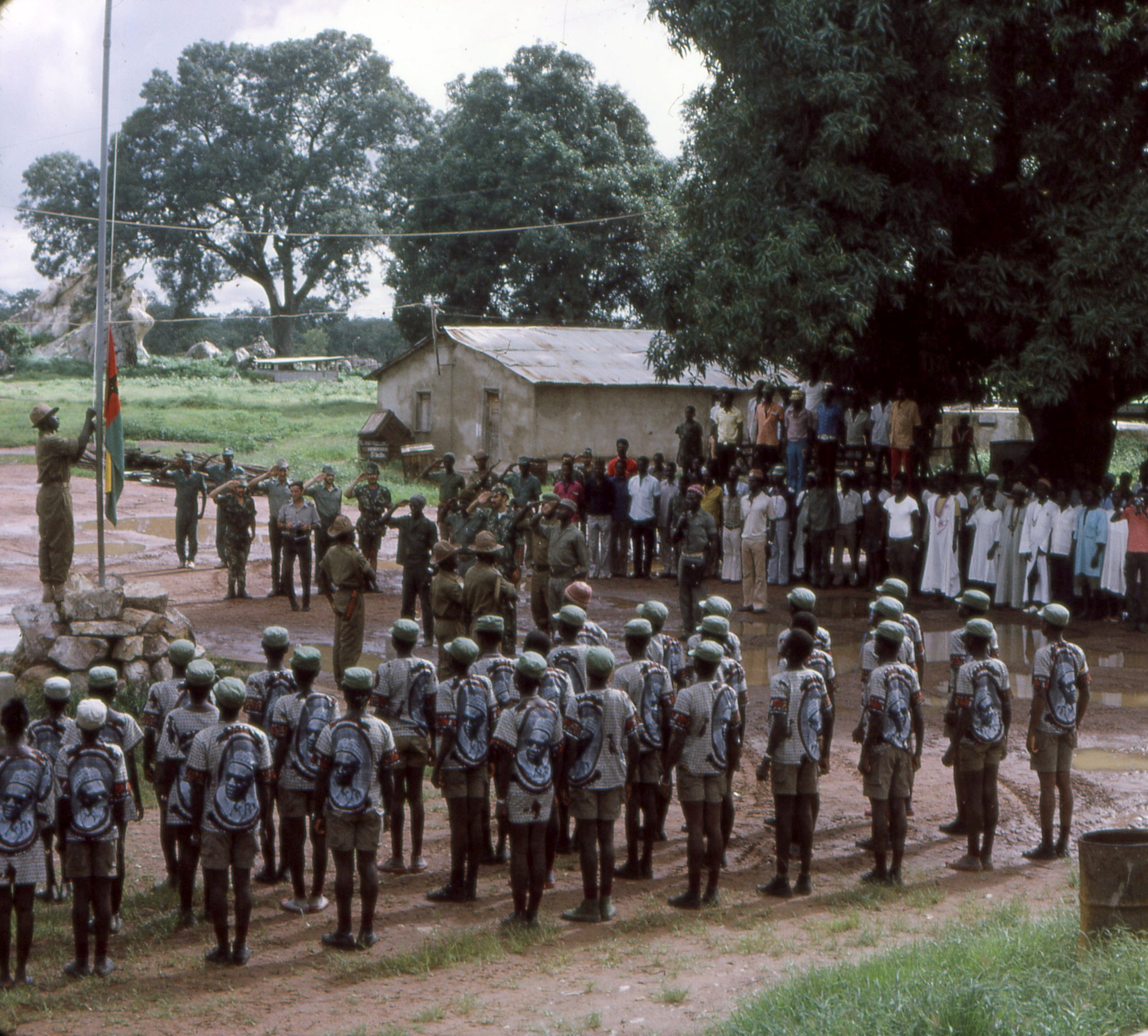
Passaggio di consegne tra portoghesi e miliziani del PAIGC a Canjadude in Guinea nel 1974

Nel dicembre del 1974 il Portogallo e il PAIGC siglarono un accordo per l'istituzione di un governo di transizione a Capo Verde, e l'arcipelago ottenne poi l'indipendenza il 5 luglio 1975; si fecero progetti per un'unione tra Capo Verde e la Guinea, ma dopo un colpo di stato a Bissau nel novembre 1980 l'ala capoverdiana del PAIGC si rese autonoma dal partito centrale e le due nazioni seguirono strade indipendenti. L'indipendenza di São Tomé e Príncipe fu ufficializzata il 12 luglio 1975, dopo un periodo di transizione pacifica.
I rappresentanti portoghesi e del FRELIMO siglarono il 7 settembre 1974 a Lusaka in Zambia un accordo per la formazione di un governo di transizione che accompagnasse il Mozambico all'indipendenza; lo scopo dei portoghesi era di sfruttare il periodo di transizione per favorire la nascita di partiti politici moderati che potessero opporsi ai marxisti, ma poco dopo l'indipendenza ufficialmente proclamata il 25 giugno 1975 il FRELIMO istituì un sistema monopartitico ed eliminò ogni forma di dissenso interno. Il FRELIMO istituì un regime di stampo marxista, nazionalizzando gli assetti più importanti dell'economia e promuovendo una politica di controllo totale della società locale, tentando di sradicare le forme di autorità tradizionali dei capi tribali; queste politiche radicali crearono un notevole dissenso cui si unirono le azioni di Rhodesia e Sudafrica per destabilizzare il nuovo Stato mozambicano, interpretato come una minaccia ai loro confini: nel 1975, con l'aiuto del servizio segreto rhodesiano, l'ex ufficiale del FRELIMO André Matsangaissa creò la Resistenza Nazionale Mozambicana (RENAMO), gruppo armato anticomunista che scatenò una violenta guerra civile protrattasi poi fino alla stipula degli accordi di pace di Roma del 4 ottobre 1992.
Una transizione pacifica si dimostrò impossibile in Angola. I tre principali movimenti indipendentisti (FNLA, MPLA e UNITA) siglarono a Mombasa il 5 gennaio 1975 un accordo per la cessazione delle ostilità reciproche onde formare un fronte comune durante le trattative con i portoghesi, aperte pochi giorni dopo in Algarve. Gli accordi di Alvor del 15 gennaio 1975 stabilirono la formazione di un governo di transizione in vista della proclamazione dell'indipendenza, fissata all'11 novembre dello stesso anno, con un alto commissario portoghese come capo di stato e il potere esecutivo affidato a un gabinetto composto dai rappresentanti di ogni partito, che si sarebbero alternati alla carica di primo ministro; l'accordo stabiliva inoltre la formazione di un esercito di transizione formato da 24 000 truppe portoghesi e 8 000 uomini per ciascun movimento indipendentista. L'accordo di Algarve prevedeva un complesso sistema di bilanciamento per evitare che uno dei movimenti prendesse il sopravvento sugli altri, ma si dimostrò di difficile attuazione e le tensioni tornarono a crescere; in luglio si verificarono i primi scontri tra truppe del MPLA e del FNLA a Luanda, mentre l'UNITA iniziò a raggruppare le sue forze nel sud del paese. Attori esterni presero a intervenire nella contesa: l'Unione Sovietica riprese subito i suoi invii di armi al MPLA che iniziò anche ad essere affiancato sul campo da un contingente di truppe da combattimento cubane (Operación Carlota), il FNLA ricevette finanziamenti dagli Stati Uniti e fu affiancato da soldati congolesi inviati da Mobutu, mentre l'UNITA stabilì un'alleanza con il Sudafrica che lo sostenne con rifornimenti di armi e con l'invio di un corpo di spedizione in Angola (operazione Savannah). Tentativi del Portogallo e dell'OUA di negoziare una tregua fallirono miseramente, e quando l'11 novembre 1975 gli ultimi rappresentanti portoghesi lasciarono il paese la guerra civile angolana era ormai in pieno svolgimento.